# Cidade Proibida
A Cidade Proibida (chinês: 紫禁城; pinyin: zǐ jìn chéng; literalmente "Cidade Proibida Púrpura") foi o palácio imperial da China desde meados da Dinastia Ming até ao fim da Dinastia Qing. Fica localizada no centro da antiga cidade de Pequim, acolhendo atualmente o "Palácio Museu". Durante quase 500 anos serviu como residência do Imperador e do seu pessoal doméstico, sendo o centro cerimonial e político do governo chinês.
O título de Cidade Proibida surgiu pelo facto de somente o imperador, sua família e empregados especiais terem  permissão para entrar no conjunto de prédios do palácio. Trata-se de uma cidade dentro de outra cidade. Durante séculos, apenas a família do imperador, além dos oficiais e empregados mais graduados tinham permissão de entrar no local. Qualquer outra pessoa que ousasse atravessar seus portões sem a devida autorização, era sujeita a uma execução sumária e dolorosa.
Construído entre 1406 e 1420, o complexo consiste em 980 edifícios sobreviventes, com 8 707 secções de salas e cobre 720 mil metros quadrados. O complexo exemplifica a arquitectura palaciana tradicional chinesa, tendo exercido influências culturais e arquitectónicas desenvolvidas na Ásia Oriental e um pouco por todo o lado. A Cidade Proibida foi declarada Património Mundial da Humanidade em 1987, estando listado pela UNESCO como a maior colecção de antigas estruturas de madeira preservadas no mundo.
No século XX, a Cidade Proibida sofreu uma transformação extraordinária. O século começou com o fim de uma dinastia e a expulsão do último imperador, Puyi. A sua queda em 1912 marcou o fim de séculos de imperialismo e 500 anos da Cidade Proibida como capital do Império Chinês. O palácio foi aberto como museu em 1925, mas sofreu com a ofensiva japonesa em 1931, quando cerca de 19 mil caixas contendo artefatos foram retiradas da Cidade Proibida. Os objectos voltaram a Pequim após a Segunda Guerra Mundial, mas o palácio estava totalmente degradado. O trabalho de recuperação começou em 1950. Notáveis e inesperadas descobertas ainda estão sendo feitas à medida que técnicas antigas são combinadas com a tecnologia moderna para restaurar um dos palácios mais magníficos da Terra.

## Nome

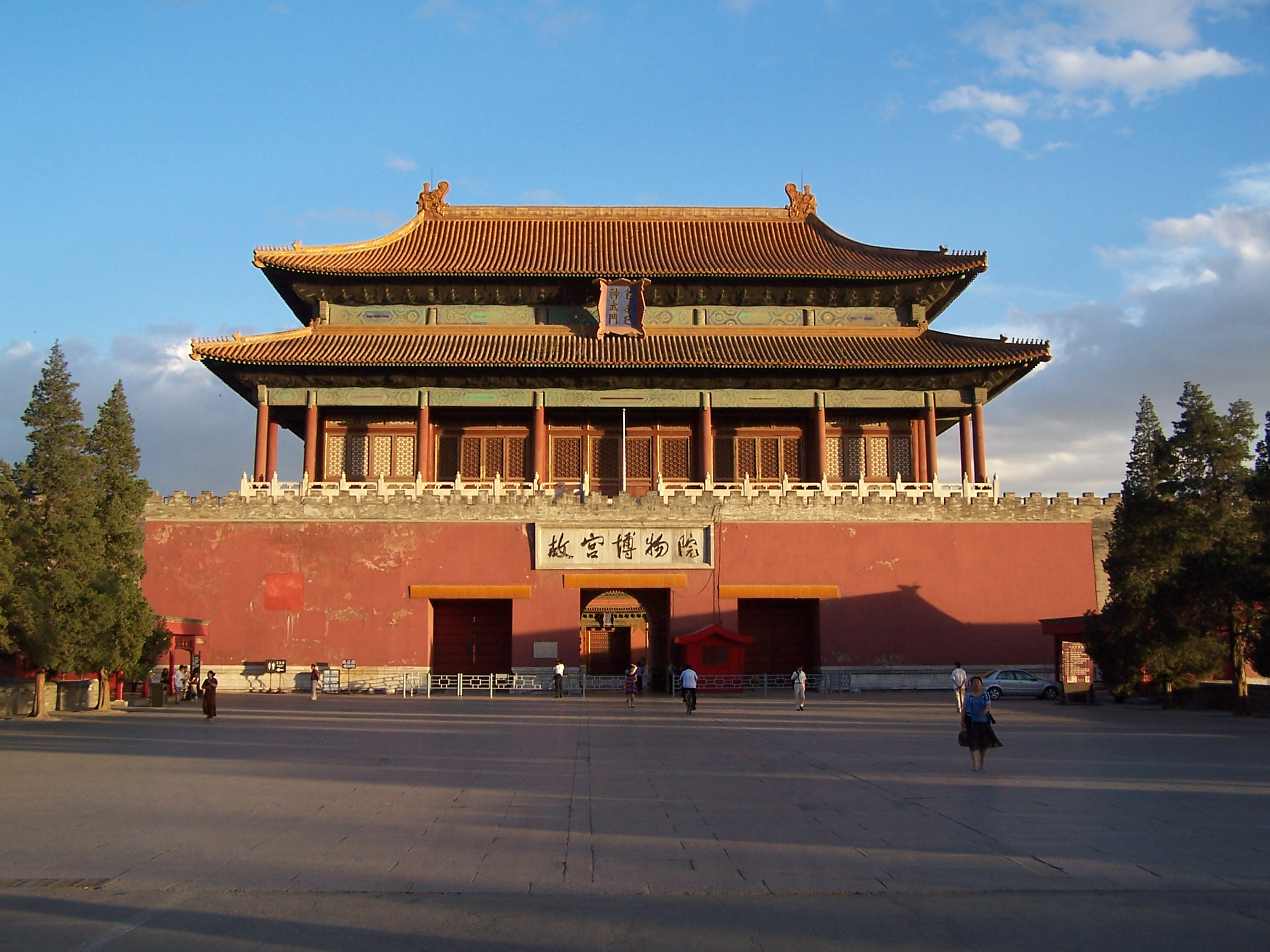
O Portão da Grandeza Divina, o portão Norte. Na tabuleta baixa lê-se "O Palácio Museu" (故宫博物院).

O nome comum em português, "a Cidade Proibida", é a tradução do nome chinês Zijin Cheng (紫禁城), literalmente "Cidade Proibida Púrpura". Outro nome português de origem semelhante é "Palácio Proibido". Na língua manchu é chamado de Dabkūri dorgi hoton, que significa literalmente "Cidade Interior em Camadas".
O nome "Zijin Cheng" é uma denominação imbuída de significado a vários níveis. Zi, ou "Púrpura", refere-se à Estrela do Norte, a qual antigamente era chamada na China de Estrela Ziwei, e na astrologia chinesa tradicional era a moradia do Imperador Celestial. A região celestial envolvente, as Três Delimitações (em chinês: 紫微垣; em pinyin: Zǐwēiyuán), era o reino do Imperador Celestial e da sua família. A Cidade Proibida, como residência do Imperador terreno, era seu correspondente na Terra. Jin, ou "Proibida", refere-se ao facto de ninguém poder entrar ou sair do palácio sem a permissão do Imperador. Cheng significa "Cidade Muralhada".
Actualmente, o lugar é mais conhecido como Gugong (em chinês: 故宫), o que significa "Antigo Palácio". O museu que se baseia nestes edifícios é conhecido como "Palácio Museu" (em chinês: 故宫博物院; em pinyin: Gùgōng Bówùyùan).

## História
A História da Cidade Proibida estende-se por cerca de seis séculos, desempenhando o papel de palácio imperial durante 500 anos, desde a época do Imperador Yongle, terceiro soberano da Dinastia Ming, até ao final da Dinastia Qing, em 1911. Na década de 1920 foi transformado em museu, função que desempenha até à actualidade com o nome de "Palácio Museu".

### Construção e Dinastia Ming

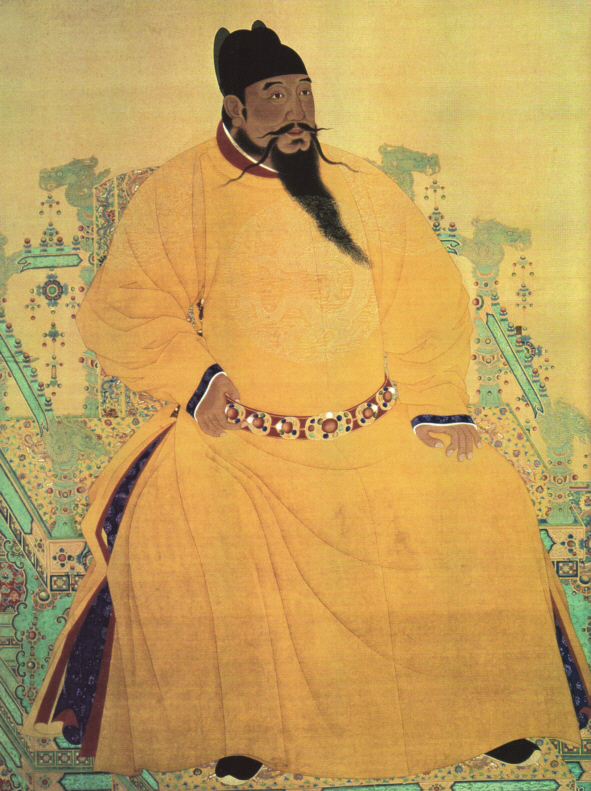
O Imperador Yongle ordenou a construção da Cidade Proibida.

O lugar onde se ergue a Cidade Proibida fazia parte da cidade Imperial de Khanbaliq durante a Dinastia Yuan Mongol. O Imperador Hongwu, da Dinastia Ming, mudou a capital de Pequim, no Norte, para Nanjing, no Sul, e em 1369 ordenou que os palácios mongóis fossem arrasados. O seu filho Zhu Di foi feito Príncipe de Yan, com sede em Pequim. Em 1402, Zhu Di usurpou o trono e tornou-se no Imperador Yongle, fazendo de Pequim uma capital secundária do Império Ming. Em 1406 começou a construção do que viria a ser a Cidade Proibida.
A construção durou quinze anos e empregou o trabalho de 100 mil mestres artesãos e de mais de um milhão de trabalhadores. Os pilares das mais importantes galerias foram feitos com madeira de preciosos Phoebe zhennan (chinês: 楠木, pinyin: nánmù) encontrados nas selvas do Sudoeste da China. Tal feito não se repetiria nos anos seguintes — os grandes pilares que se vêm actualmente foram reconstruídos, usando múltiplas peças de pinheiro, durante a Dinastia Qing. Os vastos terraços e grandes entalhes foram feitos em pedra vinda de pedreiras próximas de Pequim. As peças maiores não puderam ser transportadas convencionalmente. No entanto, foram escavadas cavidades ao longo do caminho, tendo a água transbordado para a estrada no intenso Inverno, formando uma camada de gelo. As pedras foram dragadas através do gelo.

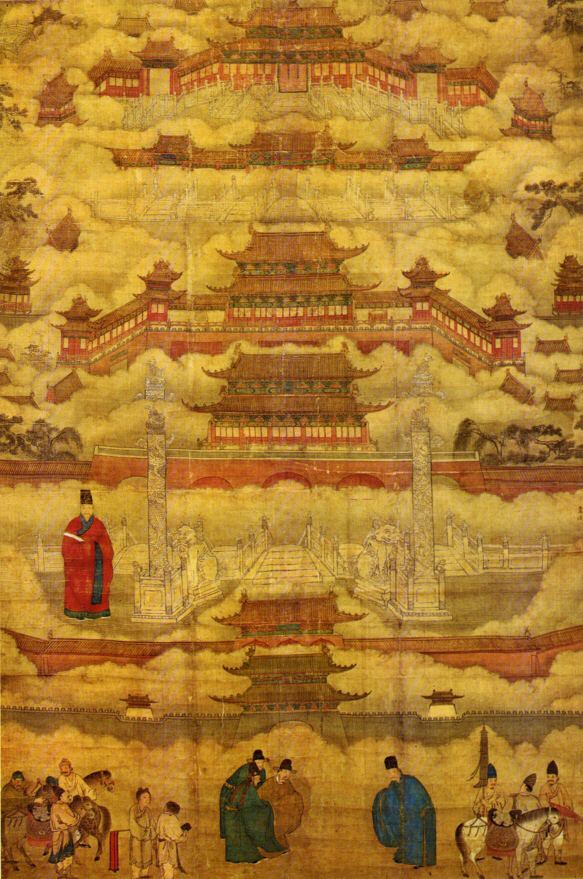
A Cidade Proibida representada numa pintura da época Ming.

Os pisos das galerias principais foram pavimentados com "tijolos dourados" (chinês: 金砖, pinyin: jīnzhuān), feitos com argila de sete condados das prefeituras de Suzhou e Songjiang. Cada lote demorou meses a cozir, resultando em tijolos macios que tocam com um som metálico. A maior parte dos pavimentos interiores que se vêem actualmente são os originais, com seis séculos de existência.
O solo escavado durante a construção do fosso foi amontoado a Norte do palácio, criando uma colina artificial, a Colina Jingshan.
Mesmo antes de o palácio ficar completo, Zhu Di mudou-se para Pequim com o pretexto de "passear e caçar" (巡狩): o centro administrativo do império transferiu-se gradualmente de Nanjing para Pequim. Quando o palácio ficou concluído, em 1420, Zhu Di mudou-se para lá e Pequim tornou-se oficialmente na principal capital do império. No entanto, escassos nove meses depois da sua construção, as três galerias principais, incluindo a Sala do Trono, incendiaram-se, sendo reconstruidas apenas vinte e três anos depois.
Entre 1420 e 1644, a Cidade Proibida foi a sede da Dinastia Ming. Em Abril de 1644, forças rebeldes lideradas por Li Zicheng capturaram-na, e o Imperador Chongzhen, o último da Dinastia Ming, enforcou-se na Colina de Jingshan. Li Zicheng autoproclamou-se Imperador da Dinastia Shun na Galeria da Eminência Militar. No entanto, Li escapou pouco depois face à combinação das forças manchu e do antigo general Ming Wu Sangui, lançando fogo a partes da Cidade Proibida no processo.

### Dinastia Qing

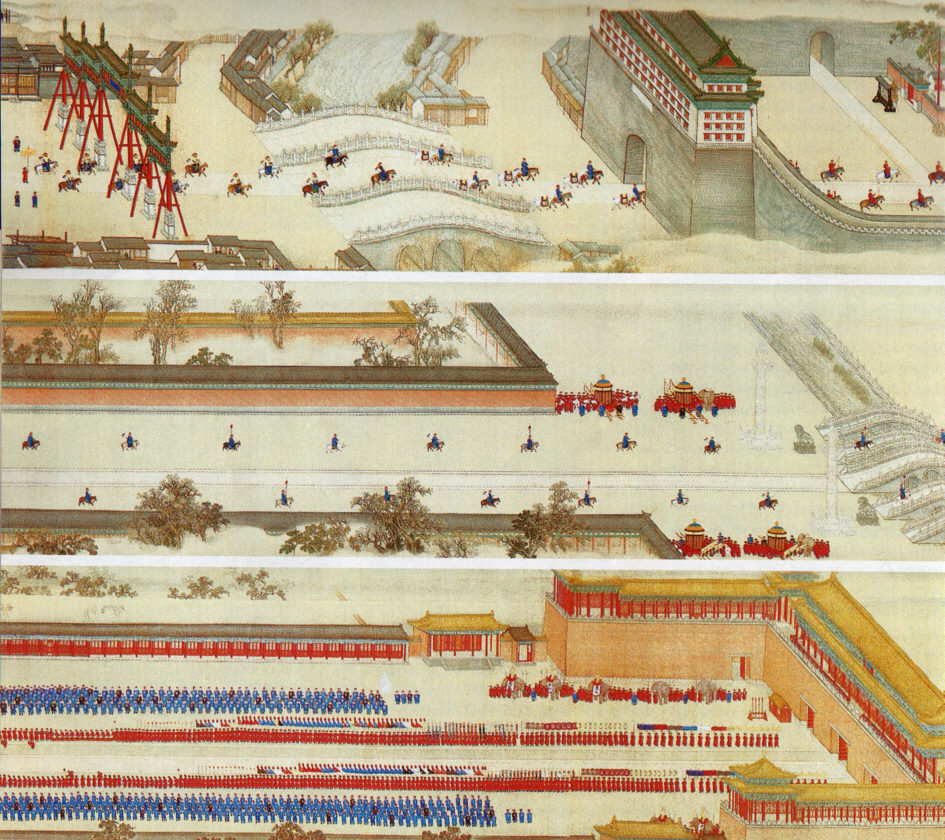
O Imperador Kangxi voltando à Cidade Proibida depois de uma campanha no Sul.

Em Outubro, os manchus adquiriram supremacia no Norte da China, e o Príncipe regente Dorgon proclamou a Dinastia Qing como sucessora da Ming. Foi realizada uma cerimónia na Cidade Proibida para proclamar o jovem Imperador Shunzhi como governante de toda a China. Os governantes Qing mantiveram amplamente o esquema do palácio da Dinastia Ming, exceptuando os nomes dos principais edifícios. Os nomes da Dinastia Ming favoreciam o carácter ji (em chinês tradicional: 極; em chinês simplificado: 极), o que significava "supremacia" ou "extremismo", enquanto que os novos nomes Qing davam relevância a nomes que significavam "paz" e "harmonia"; por exemplo, Huangji Dian, a "Galeria da Supremacia Imperial", foi alterado para Taihe Dian, a "Galeria da Harmonia Suprema".
Adicionalmente, foram feitas marcas e placas bilíngues em (chinês e manchu) e a principal parte do quarto oficial da Imperatriz, a Galeria da Tranquilidade Terrena, tornou-se num santuário xamanista.
A Cidade Proibida tornou-se, assim, no centro do poder da Dinastia Qing. Em 1860, durante a Segunda Guerra do Ópio, forças anglo-francesas tomaram o controlo da Cidade Proibida e ocuparam-na até ao final da guerra. Em 1900, a Imperatriz Tseu-Hi fugiu da Cidade Proibida durante o Levante dos Boxers, deixando-a para ser ocupada pelas forças dos poderes do tratado até ao ano seguinte.
Depois de ser o lar de vinte e quatro Imperadores, catorze da Dinastia Ming e dez da Dinastia Qing, a Cidade Proibida deixou de ser o centro político da China em 1912, com a abdicação de Puyi, o último Imperador da China. No entanto, segundo um acordo assinado entre a Casa Imperial Qing e o novo governo da República da China, foi permitido a Puyi, de facto exigido, viver no interior das paredes da Cidade Proibida. Puyi e a sua família mantiveram o uso do Pátio Interior, enquanto que o Pátio Exterior foi ocupado pelas autoridades republicanas, sendo ali estabelecido um museu em 1914.

### Depois da Revolução
A oposição à permanência de Puyi no palácio cresceu durante o Governo Beiyang da República da China.
Em 1923, Reginald Johnston, o professor inglês de Puyi, contou ao antigo Imperador que os eunucos contrabandeavam tesouros para fora do palácio e vendiam-nos em lojas de antiguidades. Puyi ordenou uma auditoria às colecções do palácio. Antes de isso começar, um incêndio consumiu os jardins do "Palácio da Prosperidade Estabelecida" (建福宫), onde estava armazenada a maior parte da colecção de arte do Imperador Qianlong. Nas suas memórias, Puyi afirmou que o fogo foi iniciado pelos eunucos para dissimular os seus desfalques. Este incêndio viria alimentar os sentimentos públicos contra a permanencia da ocupação do palácio por parte de Puyi. Os jardins só foram reconstruídos em 2005. Sun Yaoting, último eunuco da corte, morreu aos 94 anos, em 1996.

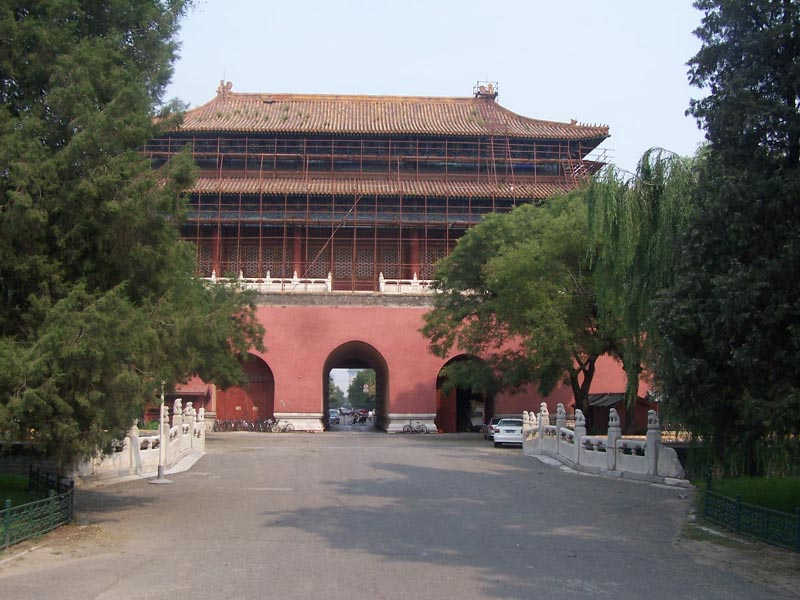
O Portão Glorioso Este em renovação, como parte de um processo de restauro de dezenove anos.

Em 1924, Feng Yuxiang tomou o controle de Pequim num golpe. Denunciando o acordo prévio com a Casa Imperial de Qing, Feng expulsou Puyi do palácio. No dia 10 de Outubro de 1925, foi estabelecido o Museu Palácio na Cidade Proibida. O vasto acervo de tesouros e curiosidades ali alojados foram gradualmente catalogados e colocados em exposição pública.
Pouco depois, no entanto, a invasão japonesa da China ameaçou a segurança destes tesouros nacionais, tendo estes sido retirados da Cidade Proibida. Com início em 1933, importantes artefactos foram empacotados e removidos. Em primeiro lugar foram levados para Nanjing e depois para Xangai. No entanto, as forças imperiais japonesas rapidamente ameaçaram Xangai. O Yuan Executivo decidiu remover as colecções para o remoto Oeste. Os artefactos foram divididos em três lotes. Um tomou a rota do Norte em direcção a Shaanxi, outra foi embarcada pelo Rio Yangtzé em direcção a Sichuan e o último lote foi transportado para Sul em direcção a Guangxi. A avanço da marcha japonesa forçou a uma mudança rápida dos artefactos, de forma a escaparem do bombardeamento e da captura, frequentemente com notícia de apenas algumas horas. No final, todos os lotes chegaram relativamente salvos a Sichuan, onde permaneceram até ao final da guerra.
Entretanto, o exército japonês capturou a Cidade Proibida em Pequim, mas apenas conseguiram remover alguns grandes barris de bronze e alguns canhões. A maior parte destes foram recuperados depois da guerra, em Tianjin.
No final da Segunda Guerra Mundial, em 1945, os artefactos foram levados para Nanjing e Pequim. De forma notável, nenhum artefato foi danificado ou perdido.
Em 1947, com o Kuomintang, que dominava o governo da China desde 1928, a perder a Guerra Civil Chinesa, Chiang Kai-shek ordenou que os artefactos da Cidade Proibida e do Museu Nacional de Nanjing fossem removidos para Taiwan. No evento, nenhuma das peças foi embarcada de Pequim, mas muitas das melhores colecções armazenadas em Nanjing foram embarcadas para Taiwan, formando actualmente o coração do Palácio Museu Nacional, em Taipei.

### Sob a República Popular da China

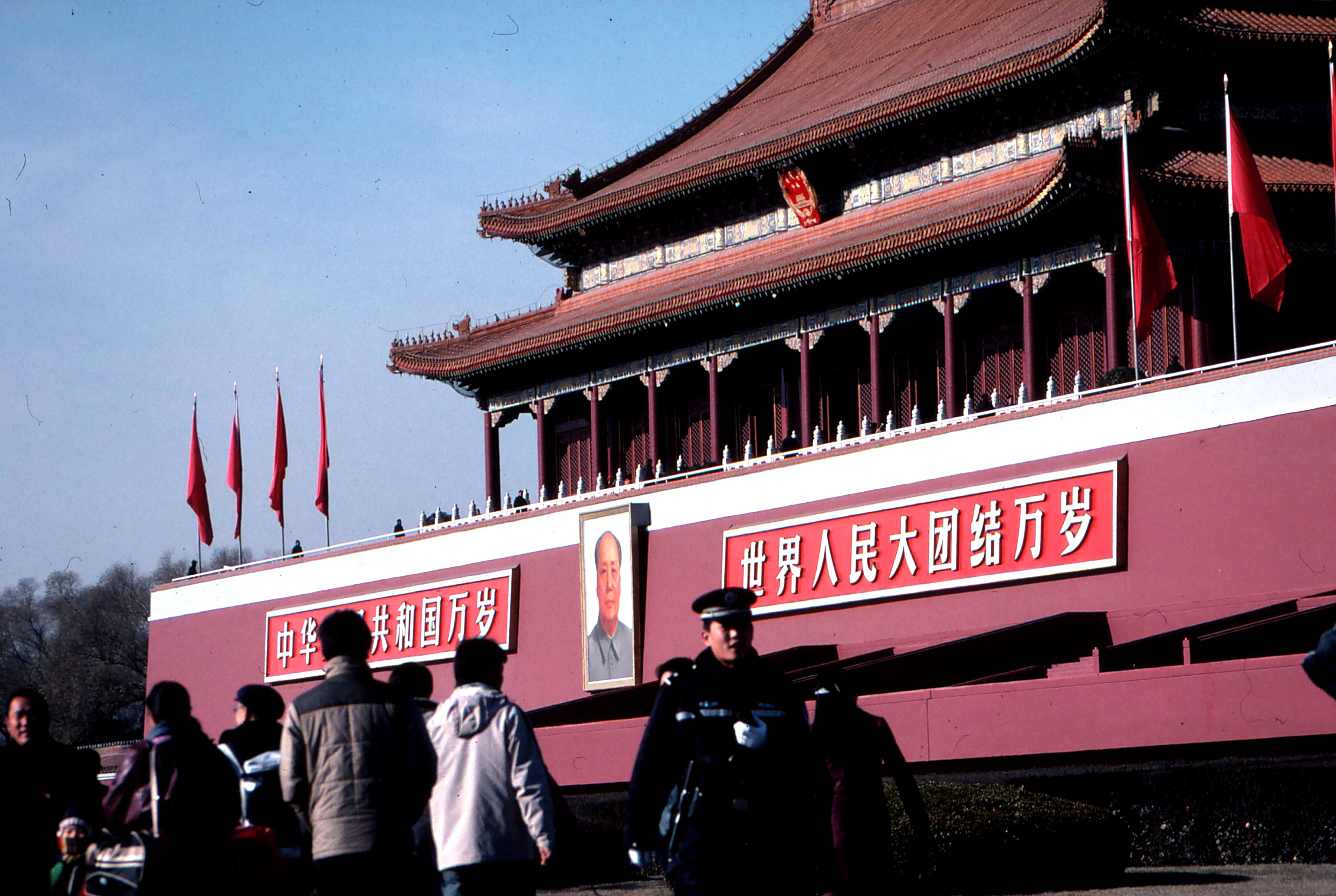
O Portão do Céu da Cidade Proibida.

Em 1949, a República Popular da China foi proclamada na praça da Paz Celestial, directamente em frente da Cidade Proibida. Durante as duas décadas seguintes foram feitas várias propostas de arrasar ou reconstruir a Cidade Proibida para criar um parque público, um interface de transportes ou "lugares de entretenimento".
A Cidade Proibida sofreu alguns danos durante este período, incluindo o desmantelamento do trono na Galeria da Harmonia do Meio, a remoção das tabuletas de vários edifícios e jardins, e a demolição de alguns portões e estruturas de menor importância.
Os danos atingiram o seu auge durante a Revolução Cultural. Em 1966, a Galeria do Culto aos Ancestrais foi modificada e alguns artefactos destruídos para permitir uma exibição de esculturas revolucionárias em terracota. No entanto, uma futura destruição foi prevenida quando o primeiro-ministro Zhou Enlai interveio enviando um batalhão do exército para guardar a cidade. Estas tropas também preveniram o saque por parte dos Guardas Vermelhos, que foram arrastados na tempestade para demolir as "Quatro Velharias" (Velhos Costumes, Velha Cultura, Velhos Hábitos e Velhas Ideias). Entre 1966 e 1971, todos os portões da Cidade Proibida foram selados, salvando-a de mais destruições.
A Cidade Proibida foi declarada Património Mundial da Humanidade pela UNESCO, em 1987, como o "Palácio Imperial das Dinastias Ming e Qing", devido ao seu lugar significativo no desenvolvimento da arquitectura chinesa e na cultura. Em 2004, o Palácio de Mukden, em Shenyang, foi adicionado como uma extensão do item, o qual se tornou conhecido como "Palácios Imperiais das Dinastias Ming e Qing em Pequim e Shenyang".

### Presente

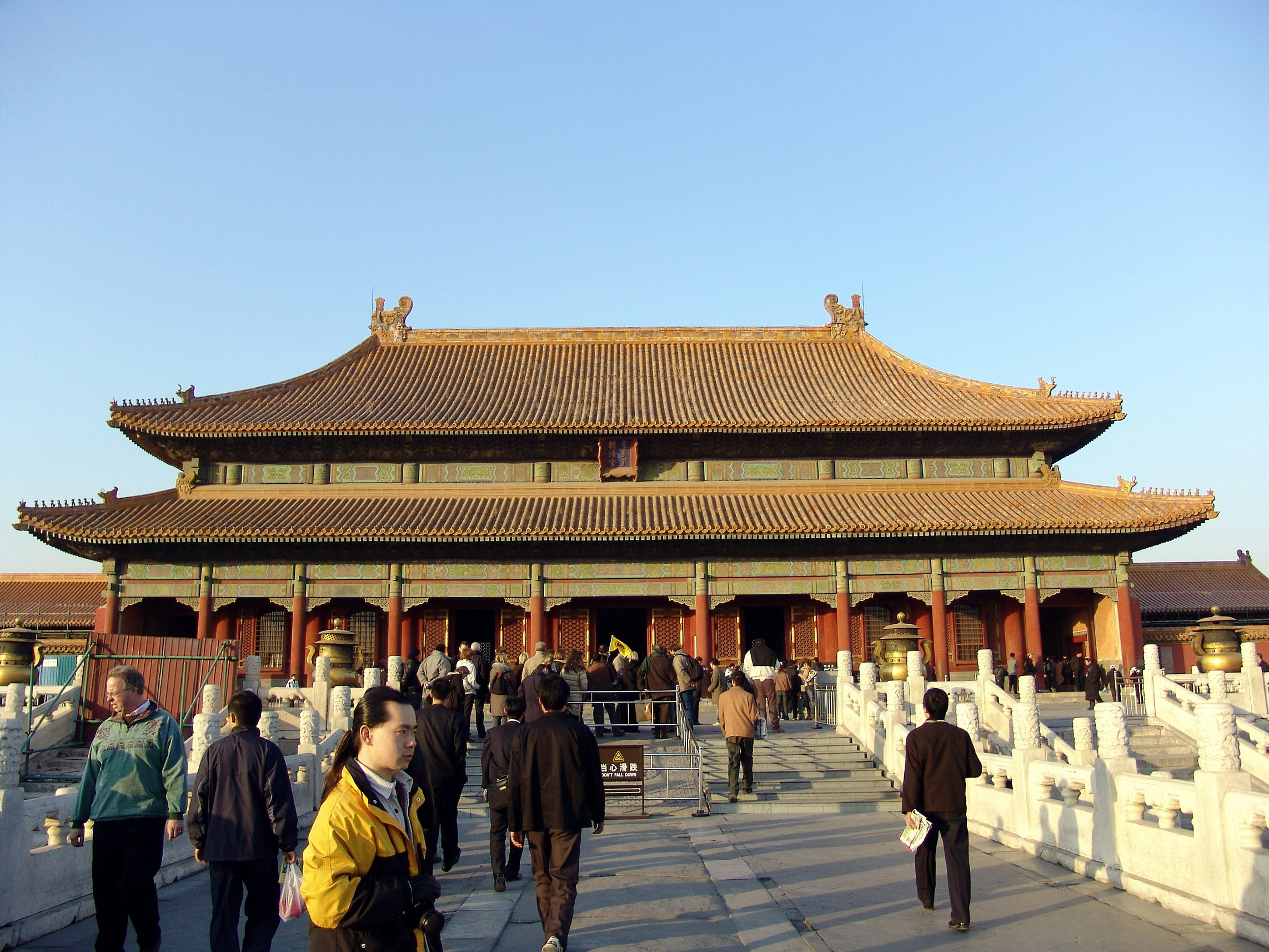
Turistas no interior do Palácio Museu.

Atualmente, o Palácio Museu é responsável pela preservação e restauro da Cidade Proibida. As construções em altura ao redor da Cidade Proibida estão restringidas. Em 2005, iniciou-se um projeto de restauro de dezesseis anos, para reparar e restaurar todos os edifícios da Cidade Proibida para os seus estado antes de 1912. Este é o maior restauro da Cidade Proibida empreendido nos últimos dois séculos, e envolve o encerramento progressivo das secções da Cidade Proibida para avaliação, reparações e restauro. Também no âmbito do projecto, algumas secções abandonadas ou destruídas serão reconstruídas. Os jardins do "Palácio da Prosperidade Estabelecia", destruídos num incêndio em 1923, foram reconstruídos em 2005, mas permanecem encerrados ao público. O interior também foi desenhado num estilo diferente, e os edifícios são utilizados por dignitários em visita.
Enquanto foram feitos esforços para prevenir a comercialização do palácio, existe uma variedade de empresas comerciais no seu interior, tais como lojas de lembranças e stands de fotografia. Estes empreendimentos comerciais provocam frequentemente controvérsia. Uma loja Starbucks foi aberta em 2000, levantou objecções e encerrou em 13 de Julho de 2007. Os media chineses também deram a notícia de que duas lojas de lembranças recusaram a admissão de cidadãos chineses em 2006. De acordo com os repórteres, a proposta era preservar uma atmosfera onde os estrangeiros pudessem ser vítimas do abuso nos preços. O Palácio Museu prometeu investigar a matéria. Alguns comentadores, como o influente apresentador da Televisão Phoenix (鳳凰衛星電視), Luqiu Luwei, questionaram mais tarde o conjunto da prática de arrendamento de premissas na Cidade Proibida, como espaço de retalho.

## Descrição
| A. Portão Meridiano B. Portão da Grandeza Divina C. Portão Glorioso Oeste D. Portão Glorioso Este E. Torres de canto F. Portão da Harmonia Suprema G. Galeria da Harmonia Suprema | H. Galeria da Eminência Militar J. Galeria da Glória Literária K. Três Lugares Sul L. Palácio da Pureza Celeste M. Jardim Imperial N. Galeria do Culto Mental O. Palácio da Longevidade Tranquila |

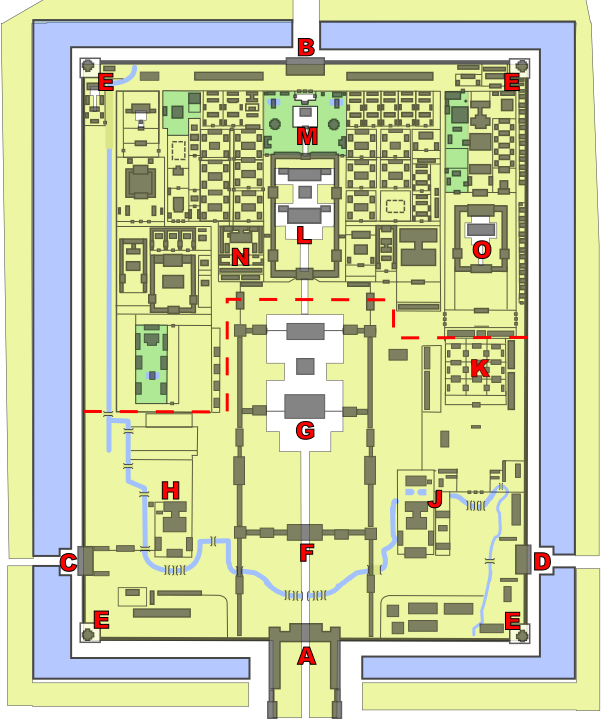
Planta da Cidade Proibida. A linha representa a divisão aproximada entre o Pátio Interior (Norte) e o Pátio Exterior (Sul). Legenda:
A. Portão Meridiano
B. Portão da Grandeza Divina
C. Portão Glorioso Oeste
D. Portão Glorioso Este
E. Torres de canto
F. Portão da Harmonia Suprema
G. Galeria da Harmonia Suprema
H. Galeria da Eminência Militar
J. Galeria da Glória Literária
K. Três Lugares Sul
L. Palácio da Pureza Celeste
M. Jardim Imperial
N. Galeria do Culto Mental
O. Palácio da Longevidade Tranquila
Observação: A legenda também será usada como referência ao longo do verbete.

A Cidade Proibida é o maior complexo palaciano sobrevivente no mundo, cobrindo uma área de 723 633 m² (0,0007 km², 0,178 acres, ou 0,00028 mi²). É constituído por um rectângulo com 961 metros de Norte a Sul e 753 metros de Leste a Oeste. Consiste em 980 edifícios sobreviventes com 8 707 secções de salas.
A Cidade Proibida foi desenhada como o centro da antiga cidade muralhada de Pequim. Fica encerrada numa grande área muralhada chamada de "Cidade Imperial". A Cidade Imperial está, por suas vez, encerrada pela Cidade Interior; para Sul desta fica a Cidade Exterior.
A Cidade Proibida mantém importância no esquema cívico de Pequim. O eixo central Norte-Sul permanece como o eixo central da capital chinesa. Este eixo estende-se para Sul através do Portão Tiananmen até à Praça da Paz Celestial, o centro cerimonial da República Popular da China. Para Norte, o eixo estende-se através das Torres Gulou e Zhonglou (Sino e Tambor), em direcção ao portão Yongdingmen.

### Muralhas e portões

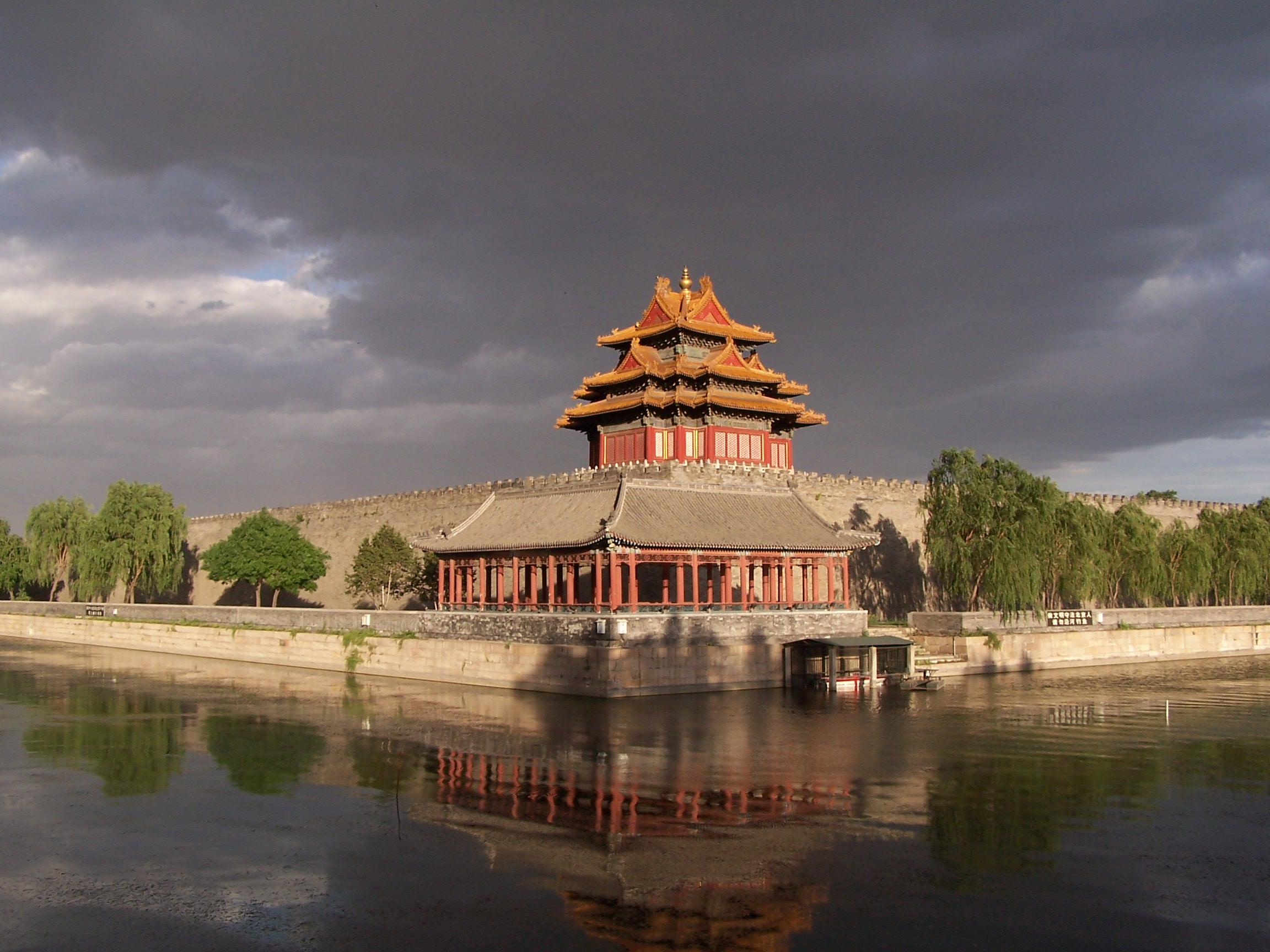
A torre do canto Noroeste.

A Cidade Proibida está rodeada por uma muralha com 7,9 metros de altura e por um fosso com seis metros de profundidade e 52 metros de largura. As paredes têm 8,62 metros de largura na base, afunilando para 6,66 metros no topo. Estas muralhas serviram como paredes defensivas e de retenção para o palácio. Foram construídas com um coração de taipa, e recobertas com três camadas de tijolos especialmente cozidos, em ambos os lados, com os interstícios recheados com argamassa.
Nos quatro cantos da muralha situam-se outras tantas torres ("E") com telhados intrincados ostentando 72 arestas, as quais reproduzem o Pavilhão do Príncipe Teng e o Pavilhão da Garça Amarela tal como apareciam nas pinturas da Dinastia Song. Estas torres são as partes mais visíveis do palácio para os plebeus no exterior das muralhas, e muito folclore foi ligado a elas. De acordo com uma lenda, os artesãos não puderam unir uma torre de canto depois desta ter sido desmantelada para renovações no início da Dinastia Qing, tendo esta sido reconstruída apenas depois da intervenção do carpinteiro-imortal Lu Ban.

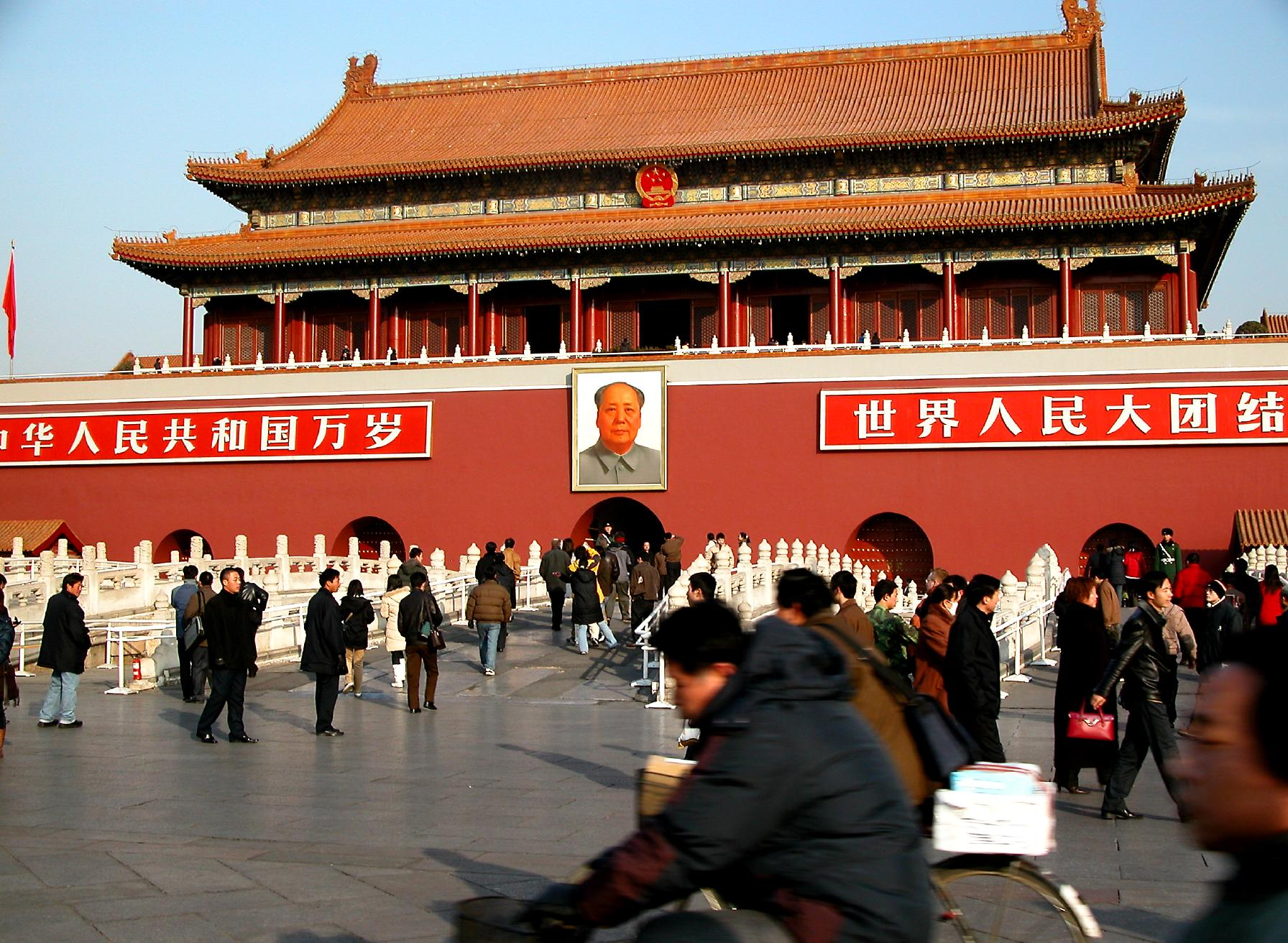
Praça da Paz Celestial, o último portão restante da Cidade Imperial.

A muralha é perfurada por um portão de cada lado. No extremo Sul fica o portão principal, o Portão Meridiano ("A"). Para Norte fica o Portão da Grandeza Divina ("B"), o qual enfrenta o Parque Jingshan. Os portões Este e Oeste são chamados de "Portão Glorioso Este" ("D") e "Portão Glorioso Oeste" ("C"). Todos os portões da Cidade Proibida estão decorados com um conjunto de nove-por-nove pregos dourados, excepto o Portão Glorioso Este, o qual possui apenas oito filas.
O Portão Meridiano tem duas alas salientes, formando três lados de um quadrado (Praça Wumen, ou do Portão Meridiano) em frente deste. O portão tem cinco entradas. A entrada central faz parte da Via Imperial, um caminho de pedra que forma o eixo central da Cidade Proibida e da própria antiga cidade de Pequim, e que liga o Portão da China, a Sul, ao Jingshan, a Norte. Apenas o Imperador podia caminhar ou passear na Via Imperial, com excepção da Imperatriz por ocasião do seu casamento, e estudantes de sucesso após o Exame Imperial.

### Pátio Exterior

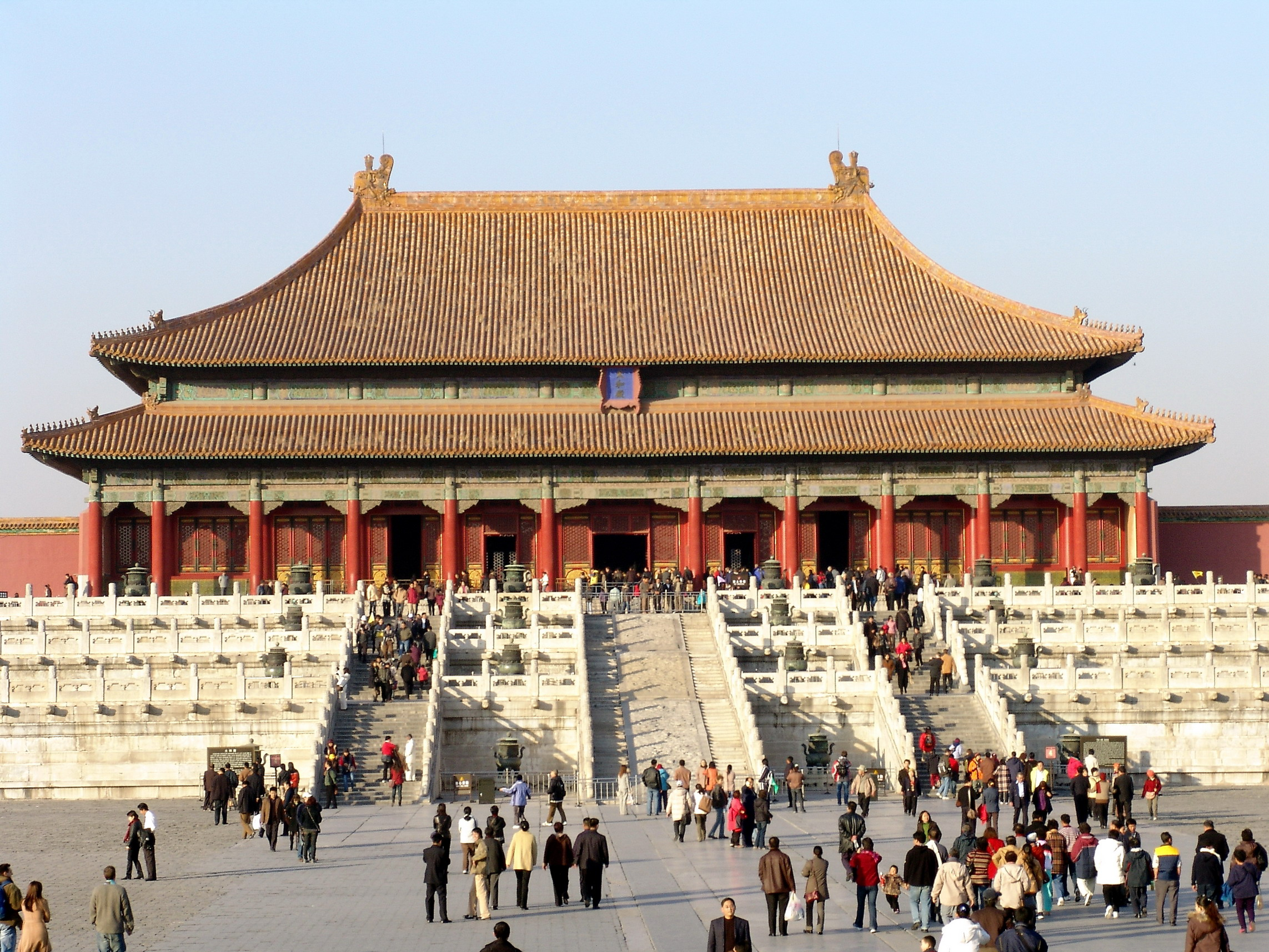
A Galeria da Harmonia Suprema.

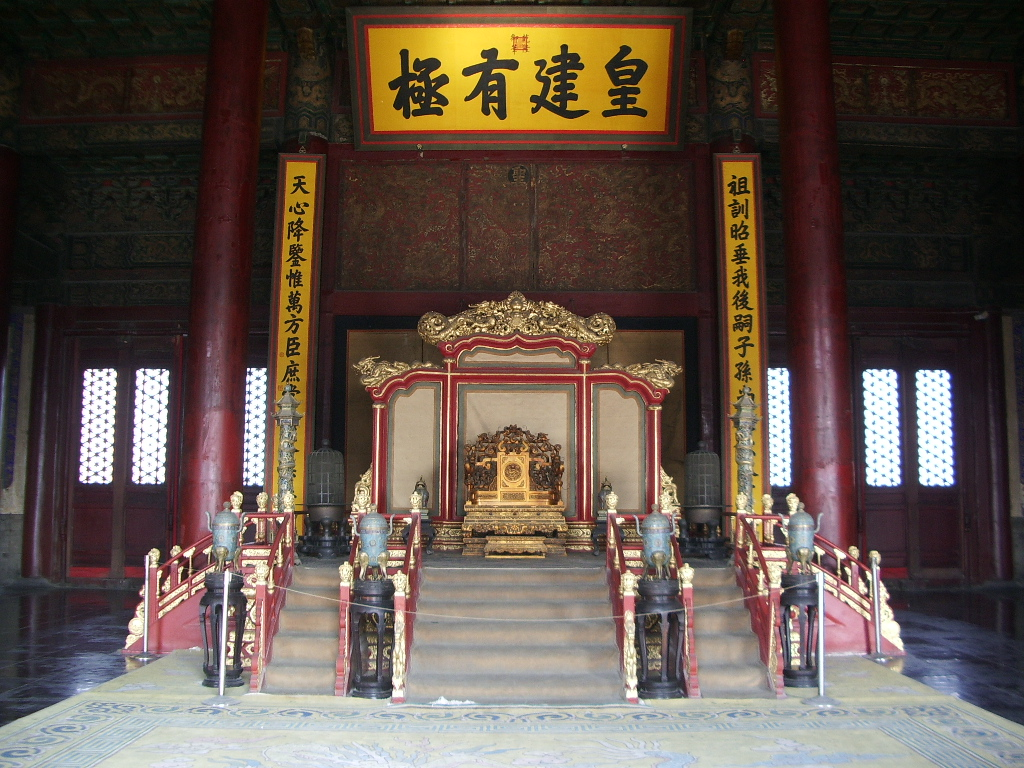
O trono na Galeria da Harmonia Preservada.

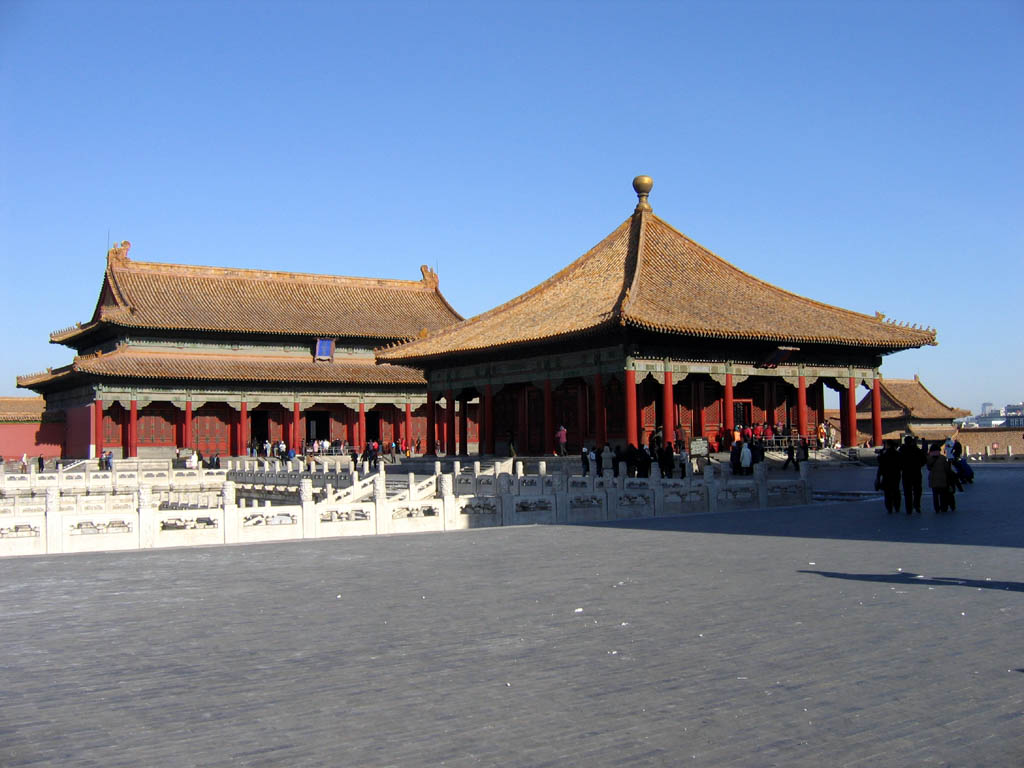
A Galeria da Harmonia Central (em primeiro plano) e a Galeria da Harmonia Preservada.

Tradicionalmente, a Cidade Proibida está dividida em duas partes; o Pátio Exterior (外朝), ou Pátio Frontal (前朝), que inclui as secções Sul e foi usado para propósitos cerimonias, e o Pátio Interior (内廷), ou Palácio Traseiro (后宫), que inclui as secções Norte e servia como residência do Imperador e da sua família, sendo ainda usado para os assuntos de Estado quotidianos. A linha imaginária, representada na planta acima, mostra a divisão aproximada dos dois pátios. Geralmente, a Cidade Proibida tem três eixos verticais. Os edifícios mais importantes situam-se no eixo central Norte-Sul.
Entrando pelo Portão Meridiano encontra-se uma grande praça, perfurada pelo serpenteante Rio Interior de Água Dourada, o qual é atravessado por cinco pontes. Para lá da praça ergue-se o Portão da Suprema Harmonia ("F"). Mais além fica a Praça da Galeria da Suprema Harmonia A partir desta praça eleva-se um terraço em três camadas de mármore. No topo deste terraço erguem-se três galerias, o foco do complexo palatino. A partir do Sul sucedem-se, a Galeria da Harmonia Suprema (太和殿), a Galeria da Harmonia Central (中和殿) e a Galeria da Harmonia Preservada (保和殿).
A Galeria da Harmonia Suprema ("G") é a maior e ergue-se cerca de 30 metros acima da praça. É o centro cerimonial do poder imperial, e a maior estrutura em madeira sobrevivente na China. Possui nove secções ao comprimento e cinco na profundidade, estando os números nove e cinco simbolicamente ligados com a majestade do Imperador. Situado no tecto, ao centro da galeria, fica um intrincado caixotão decorado com um dragão enrolado, de cuja boca é lançado um conjunto de bolas de metal em forma de candeeiro, denominado de "Espelho Xuanyuan" (Imperador Amarelo). Durante a Dinastia  Ming, o Imperador reunia aqui a Corte para discutir assuntos de estado. Durante a Dinastia Qing, uma vez que os Imperadores reuniam Corte com muito mais frequência, a Galeria da Harmonia Suprema apenas foi usada com propósitos cerimoniais, tais como coroações, investiduras e casamentos imperiais.
A Galeria da Harmonia Central é uma galeria quadrada mais pequena que a anterior, usada pelo Imperador para se preparar e descansar antes e durante as cerimónias. Mais além fica a Galeria da Harmonia Preservada, a qual era usada para ensaiar cerimónias, além de ser o local da última etapa do Exame Imperial. Cada uma das galerias apresenta tronos imperiais, sendo o maior e mais elaborado o da Galeria da Harmonia Suprema.
No centro das rampas que conduzem ao alto dos terraços a partir dos lados Norte e Sul existem rampas cerimoniais, parte da Via Imperial, exibindo elaborados e simbólicos entalhes em baixo relevo. A rampa Norte, atrás da Galeria da Harmonia Preservada, é entalhada numa única peça de pedra com 16,57 metros de comprimento e 1,7 metros de espessura. Esta pesa cerca de 200 toneladas e é a maior entalhada desta forma na China. A rampa Sul, em frente da Galeria da Harmonia Suprema, ainda é mais longa, mas foi feita a partir de duas placas de pedra unidas. Esta junção foi engenhosamente encoberta através da sobreposição de entalhes em baixo-relevo, o que apenas foi descoberto quando o desgaste alargou o intervalo, no século XX.
Nas partes Sudoeste e Sudeste do Pátio Exterior ficam a Galeria da Eminência Militar ("H") e a Galeria da Glória Literária ("J"). A primeira foi usada, em várias épocas, pelo Imperador para receber ministro se reunir a Corte, e a última alojava a tipografia do próprio palácio. Esta foi usada para leituras cerimoniais pelos altamente respeitados estudantes do Confucionismo, e mais tarde tornou-se no gabinete do Grande Secretariado. Uma cópia do Siku Quanshu foi guardada ali. Para Nordeste ficam os Três Lugares do Sul (南三所) ("K"), os quais serviam de residência ao Príncipe Imperial.

### Pátio Interior
O Pátio Interior está separado do Pátio Exterior por um pátio oblongo ligado de forma ortogonal ao eixo principal da Cidade Proibida. Este recinto era a casa do Imperador e da sua família. Na Dinastia Qing, o Imperador vivia e trabalhava quase exclusivamente no Pátio Interior, com o Pátio Exterior usado apenas para propósitos cerimoniai.

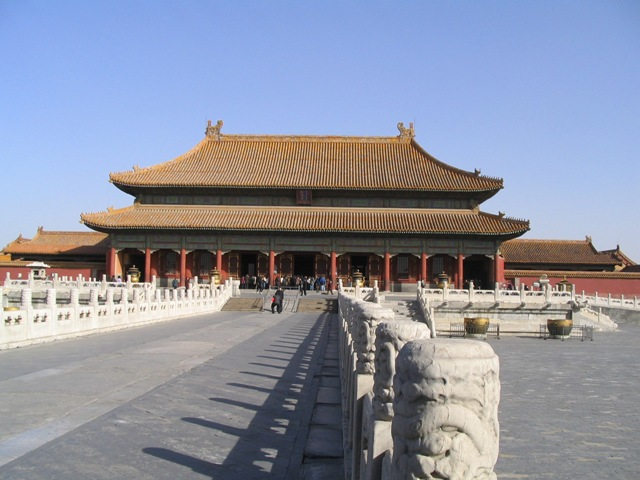
O Palácio da Pureza Celeste.

No centro do Pátio Interior fica um outro conjunto de três galerias ("L"). A partir do Sul sucedem-se o Palácio da Pureza Celeste(乾清宮), a Galeria da União e o Palácio da Tranquilidade Terrena. Menores que as galerias do Pátio Exterior, as três galerias do Pátio Interior foram as residências oficiais do Imperador e da Imperatriz. O Imperador, representando o Yang e os Céus, ocupava o Palácio da Pureza Celeste. A Imperatriz, representando o Yin e a Terra, ocupava o Palácio da Tranquilidade Terrena. Entre eles ficava a Galeria da União, onde o Yin e o Yang se misturavam para produzir harmonia.
O Palácio da Pureza Celeste é um edifício com beirado duplo situado numa plataforma de nível único em mármore branco. Está ligado ao Portão da Pureza Celeste, situado para Sul, por um passeio saliente. Durante a Dinastia Ming, era a residência do Imperador. No entanto, a partir do reinado do Imperador Yongzheng da Dinastia Qing, o Imperador passou a viver na pequena Galeria do Culto Mental, a Oeste, por respeito à memória do Imperador Kangxi. O Palácio da Pureza Celeste tornou-se, então, na galeria de audiência do Imperador. No tecto existe um caixotão que representa um dragão enrolado. Por cima do trono encontra-se suspensa uma tabuleta onde se pode ler "Justiça e Honra" (chinês: 正大光明, pinyin: zhèngdàguāngmíng).

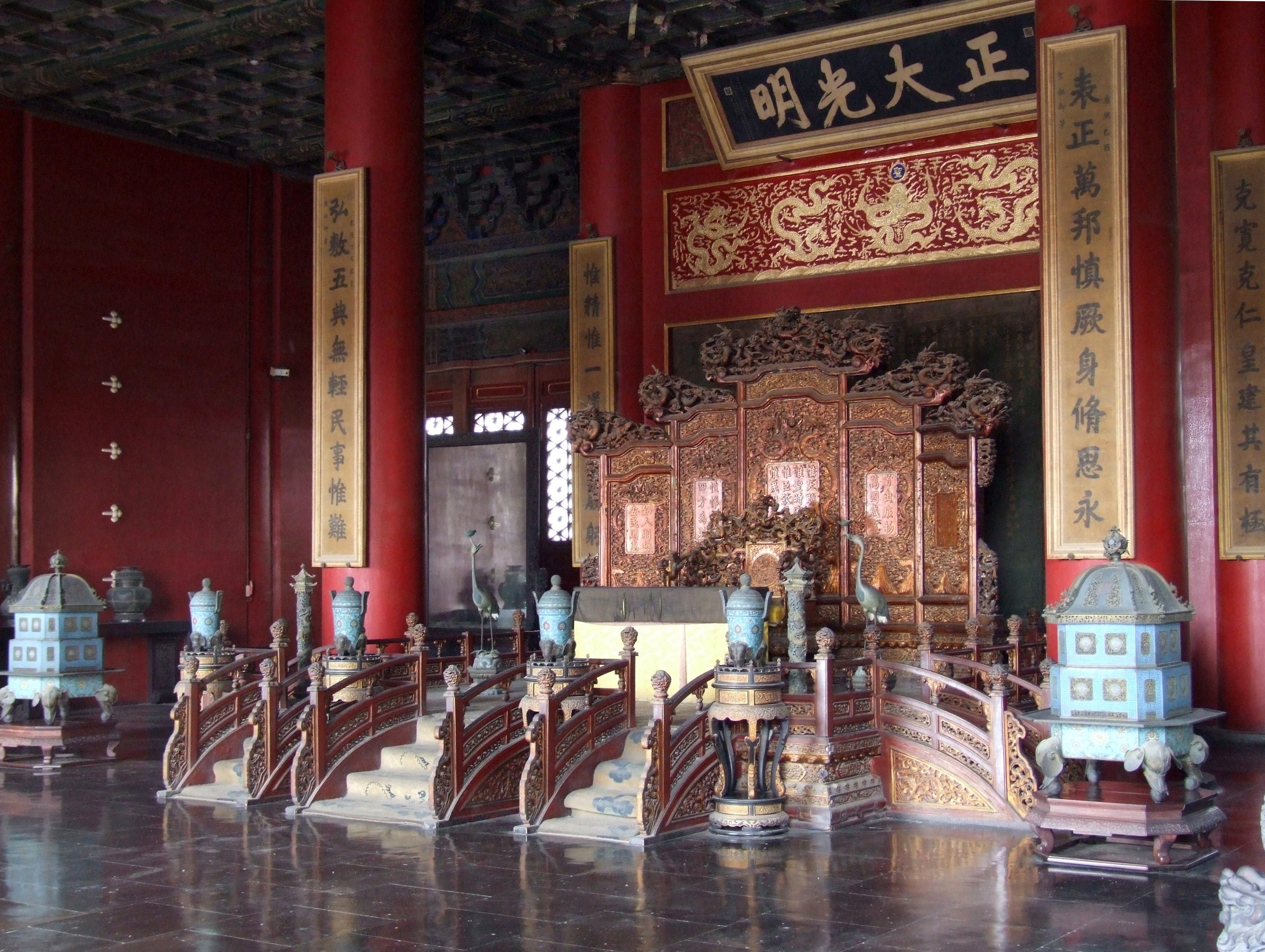
O trono no Palácio da Pureza Celeste.

O Palácio da Tranquilidade Terrestre (乾清宮) é um edifício com beirado duplo, constituído por 9 secções à largura e 3 secções de profundidade. Na Dinastia Ming, era a residência da Imperatriz. Na Dinastia Qing, grandes porções do palácio foram convertidas ao culto do Xamanismo, pelos novos governantes manchu. A partir do reinado do Imperador Yongzheng, a Imperatriz mudou-se para fora deste edifício. No entanto, duas salas no Palácio da Harmonia Terrestre foram retidas para uso na noite de núpcias do Imperador.
Entre estes dois palácios fica a Galeria da União, a qual tem uma forma quadrada com um telhado piramidal. Estão guardados aqui os vinte cinco selos imperiais da Dinastia Qing, assim como outros elementos cerimoniais.
Por trás destas três galerias fica o Jardim Imperial ("M"). Relativamente pequeno, e compacto no desenho, o jardim contém no entanto várias realizações paisagísticas elaboradas. Para Norte do jardim fica o Portão da Grandeza Divina, o portão Norte do palácio.
Distribuídos para Este e Oeste das três galerias principais ficam uma série de pátios auto-contidos e palácios de menor importância, onde viviam as concubinas do Imperador e os filhos. Directamente a Oeste fica a Galeria do Culto Mental ("N"). Originalmente im palácio menor, tornou-se a residência de facto e gabinete do Imperador a partir de Yongzheng. Nas últimas décadas da Dinastia Qing, as veneráveis Imperatrizes, incluindo Tseu-Hi, reuniram a Corte a partir da divisão Este da galeria. Localizados em redor da Galeria do Culto Mental ficam os gabinetes do Grande Conselho e de outros corpos-chave governamentais.
A secção Nordeste do Pátio Interior é ocupada pelo Palácio da Longevidade Tranquila ("O"), um complexo construído pelo Imperador Qianlong em antecipação à sua saída. Este espelha a qualidade da própria Cidade Proibida e apresenta um "pátio exterior", um "pátio interior", jardins e templos. A entrada para o Palácio da Longevidade Tranquila é marcada por um Painel de Nove Dragões num ladrilho vidrado.

### Religião
A religião era uma parte importante da Corte Imperial. Durante a Dinastia Qing, o Palácio da Harmonia Terrena tornou-se num local de cerimónia xamanista manchu. Ao mesmo tempo, a religião nativa chinesa, o Taoismo, continuou a ter um papel importante ao longo das Dinastias Ming e Qing. Existiam dois santuários taoistas, um no jardim imperial e outro na área central do Pátio Interior.
Uma forma prevalente de religião no palácio era o Budismo tibetano, ou Lamaísmo. Um número de templos e santuários foi disperso por todo o Pátio Interior. A iconografia budista também proliferou nas decorações interiores de muitos edifícios. Entre estes, o Pavilhão da Chuva e Flores é um dos mais importantes. Este alberga um grande número de estátuas budistas, ícones e mandalas, colocados em arranjos rituais.

### Arredores

Localização da Cidade Proibida na velha cidade de Pequim.

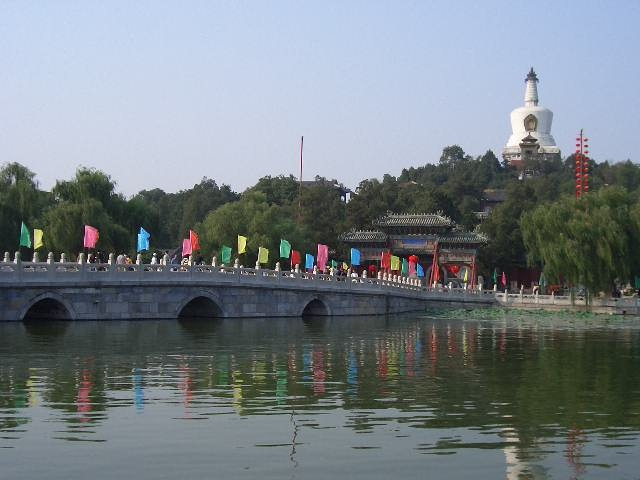
Parque Beihai - a Dagoba Branca em segundo plano.

A Cidade Proibida está rodeada por jardins imperiais em três lados. Para Norte fica o Parque Jingshan, Também conhecido como Colina de Carvão, uma colina artificial criada com o solo extraído na construção do fosso e dos lagos vizinhos.
Para Este fica o Zhongnanhai, um antigo jardim centrado em dois lagos ligados entre si, que serve actualmente como quartel-general do Partido Comunista da China e do Concelho de Estado da República Popular da China. Para Norte fica o Parque Beihai, igualmente centrado num lago ligado com os outros dois para Sul, o qual constitui um parque popular.
A Sul da Cidade Proibida ficam dois importantes santuários; o Santuário Imperial de Família (chinês: 太庙, pinyin: Tàimiào) e o Santuário Imperial de Estado (chinês: 太社稷, pinyin: Tàishèjì), onde o Imperador venerava os espíritos dos seus ancestrais e o espírito da nação, respectivamente. Actualmente, estes constituem a Galeria Cultural do Povo Trabalhador de Pequim e o Parque Zhongshan (comemorativo do Sun Yat-sen) respectivamente.
Para Sul, erguem-se duas portarias idênticas ao longo do eixo principal. Estes são o Portão Honrado (chinês: 端门, pinyin: Duānmén) e o mais famoso Portão de Tiananmen, o qual está decorado com uma fotografia de Mao Zedong, ao centro, e dois placards à esquerda e à direita: "Longa Vida à República Popular da China" e "Longa Vida à Grande Unidade dos Povos do Mundo". O Portão Tiananmen liga o recinto da Cidade Proibida com a moderna Praça da Paz Celestial (Tiananmen), centro simbólico do estado chinês.
Embora o desenvolvimento esteja agora severamente controlado nas vizinhanças da Cidade Proibida, ao longo do século passado demolições e reconstruções descontroladas, e por vezes motivadas por questões políticas, mudaram o carácter das áreas circundantes ao complexo palatino. Desde 2000, o governo municipal de Pequim tem trabalhado para que instituições governamentais e militares ocupem alguns edifícios históricos, e estabeleceu um parque em redor das partes restantes das muralhas da Cidade Imperial. Em 2004, uma ordem relacionada com a construção em altura e planeamento de restrições foi renovada para estabelecer a área da Cidade Imperial e a área Norte da cidade como uma zona de protecção da Cidade Proibida. Em 2005, a Cidade Imperial e o Parque Beihai (como uma extensão do Yiheyuan, o Palácio de Verão) foram incluídas na lista de candidatos para o próximo Lugar Património da Humanidade em Pequim.

### Simbolismo
O desenho da Cidade Proibida, do seu esboço geral ao mais pequeno detalhe, foi meticulosamente planeado para reflectir os princípios filosóficos e religiosos, e sobre todos os simbolismos a majestade do poder Imperial. Entre os mais notáveis exemplos simbólicos incluem-se:
- o Amarelo, como a cor do Imperador. Desta forma, quase todos os telhados da Cidade Proibida ostentam telhas amarelas vidradas. Existem apenas duas excepções. A biblioteca no Pavilhão da Profundidade Literária (文渊阁) tem telhas pretas porque o preto está associado com a água e, desta forma, com a prevenção de incêndios. Similarmente, as residências do Príncipe Imperial possuem telhas verdes porque o verde está associado com a madeira e, desta forma, com o crescimento.[71]

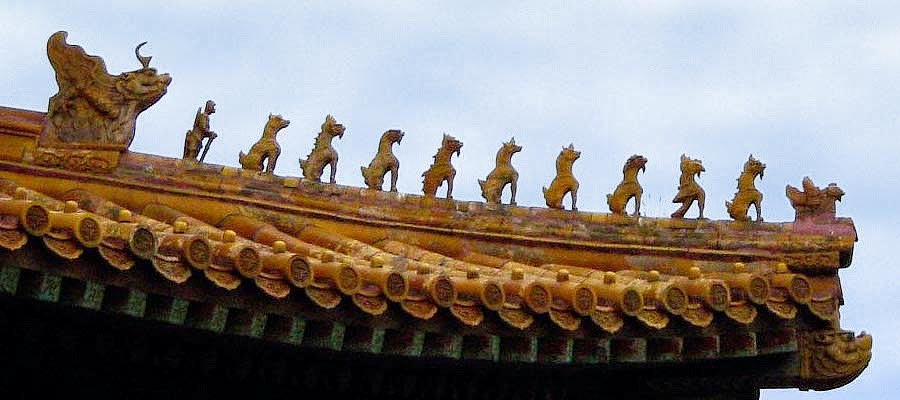
As dez estatuetas do telhado da Galeria da Harmonia Suprema.

- As galerias principais dos pátios Exterior e Interior são, todas elas, distribuídas em grupos de três — a disposição do trigrama Qian, representando o Céu. As residências do Pátio Interior, por outro lado, estão organizadas em grupos de seis — a forma do trigrama Kun, representando a Terra.[72]
- Os telhados de arestas inclinadas dos edifícios estão decoradas com uma linha de estatuetas. O número de estatuetas representa o estatuto do edifício — um edifício secundário deve ter 3 ou 5. A Galeria da Harmonia Suprema tem 10, o único edifício no país com permissão para ter tal número de estatuetas nos tempos imperiais. Como resultado, a sua décima estatueta (denominada de "Hangshi", ou "décima classificada" (chinês: 行什, pinyin: Hángshí),[14] é algo único nos edifícios pré-modernos.[73]
- O esquema de edifícios segue costumes ancestrais registados na obra Clássico de Ritos. Por esse motivo, templos ancestrais estão em frente do palácio. As áreas de armazenamento estão colocadas na parte frontal do complexo palatino, e as residências na parte de trás.[74]

## Colecções

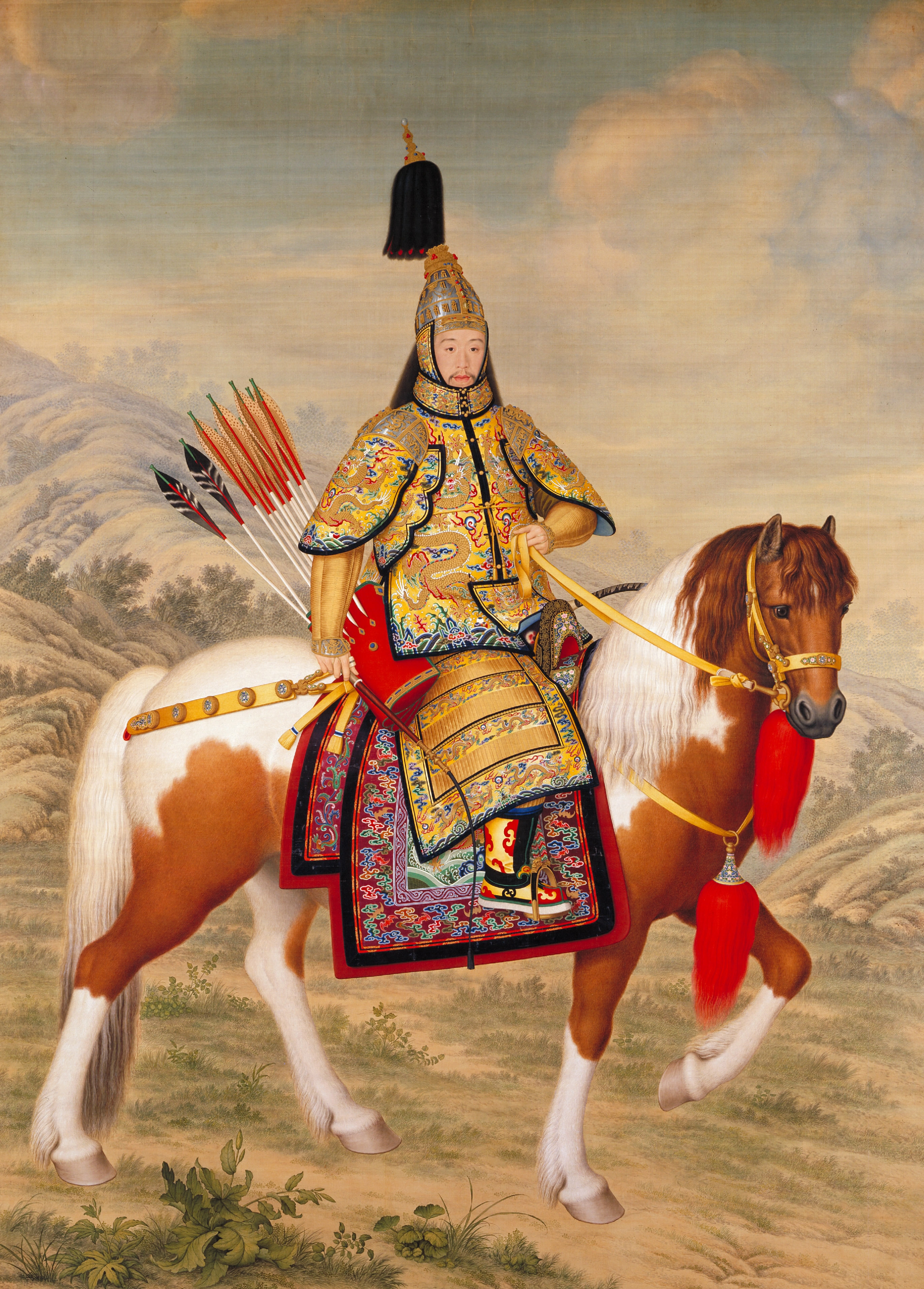
Pintura equestre do Imperador Qianlong (reinou de 1735 a 1796), pintada por Giuseppe Castiglione.

As colecções do Palácio Museu são baseadas na colecção imperial Qing. De acordo com os resultados de uma auditoria de 1925, cerca de 1,17 milhões de elementos foram guardados na Cidade Proibida. Adicionalmente, as bibliotecas imperiais acolhem uma das maiores colecções de livros antigos e vários documentos do país, incluindo documentos governamentais das dinastias Ming e Qing.
A partir de 1933, a ameaça da invasão japonesa forçou à evacuação das partes mais importantes da colecção do museu. Depois do final da Segunda Guerra Mundial, esta colecção voltou para Nanjing. No entanto, com a vitória iminente dos Comunistas na Guerra Civil Chinesa, o governo Nacionalista decidiu embarcar uma selecção desta colecção para Taiwan. Das 13 427 caixas de artefactos evacuados, 2 972 estão agora alojadas no Palácio Museu Nacional, em Taipei. Quase dez mil caixas regressaram a Pequim, mas 2 221 permanecem armazenadas sob administração do Museu de Nanjing.
Depois de 1949, o museu conduziu uma nova auditoria assim como uma busca completa na Cidade Proibida, descobrindo um importante número de elementos. Adicionalmente, o governou mudou elementos de outros museus do país para reforçar a colecção do Palácio Museu. Também comprou algumas peças e recebeu donativos do público.
Cerâmica
O Palácio Museu contém 340 mil peças de cerâmica e  porcelana. Entre estas encontram-se colecções imperiais da Dinastia Tang e da Dinastia Song, assim como peças encomendadas pelo palácio e, por vezes, pelo Imperador pessoalmente. O Palácio Museu inclui cerca de 320 mil peças de porcelana da colecção imperial. O resto está quase todo guardado no Palácio Museu Nacional em Taipei e no Museu de Nanjing.
Pinturas
O Palácio Museu acolhe perto de 50 mil elementos de pintura. Destes, mais de 400 datam de antes da Dinastia Yuan (1271-1368). Esta é a maior colecção deste género na China. A colecção baseia-se na colecção do palácio das Dinastias Ming e Qing. O interesse pessoal de Imperadores tal como Qianlong, fez com que quase todas as pinturas sobreviventes da Dinastia Yuan e anteriores fossem guardadas pelo palácio. No entanto, uma porção significativa perdeu-se ao longo dos anos. Depois da sua abdicação, Puyi transferiu pinturas para fora do palácio, e muitas estas foram subsequentemente perdidas ou destruídas. Em 1948, um selecção da colecção restante foi movida para Taiwan. A colecção foi ainda reforçada através de doações, compras e transferências de outros museus.
Bronzes
A colecção de bronzes do Palácio Museu data do início da Dinastia Shang (fundada em  1766 A.C.). Das quase 10 mil peças guardadas, cerca de 1,6 mil são elementos moldados no período pré-Dinastia Qin (até 221 A.C.). Uma parte significativa da colecção é constituída por bronzes cerimoniais da Corte Imperial.
Peças do tempo
O Palácio Museu possui uma das maiores colecções de peças de tempo mecânicas dos séculos XVIII e XIX no mundo, com mais de mil peças. A colecção contém peças fabricadas tanto na China como no estrangeiro. As peças chinesas vieram de Guangzhou (Cantão) e Suzhou (Suchow). As peças estrangeiras vieram de países como o Reino Unido, França, Suíça, Estados Unidos e Japão. De entre estes, a maior parte veio do Reino Unido.
Jade

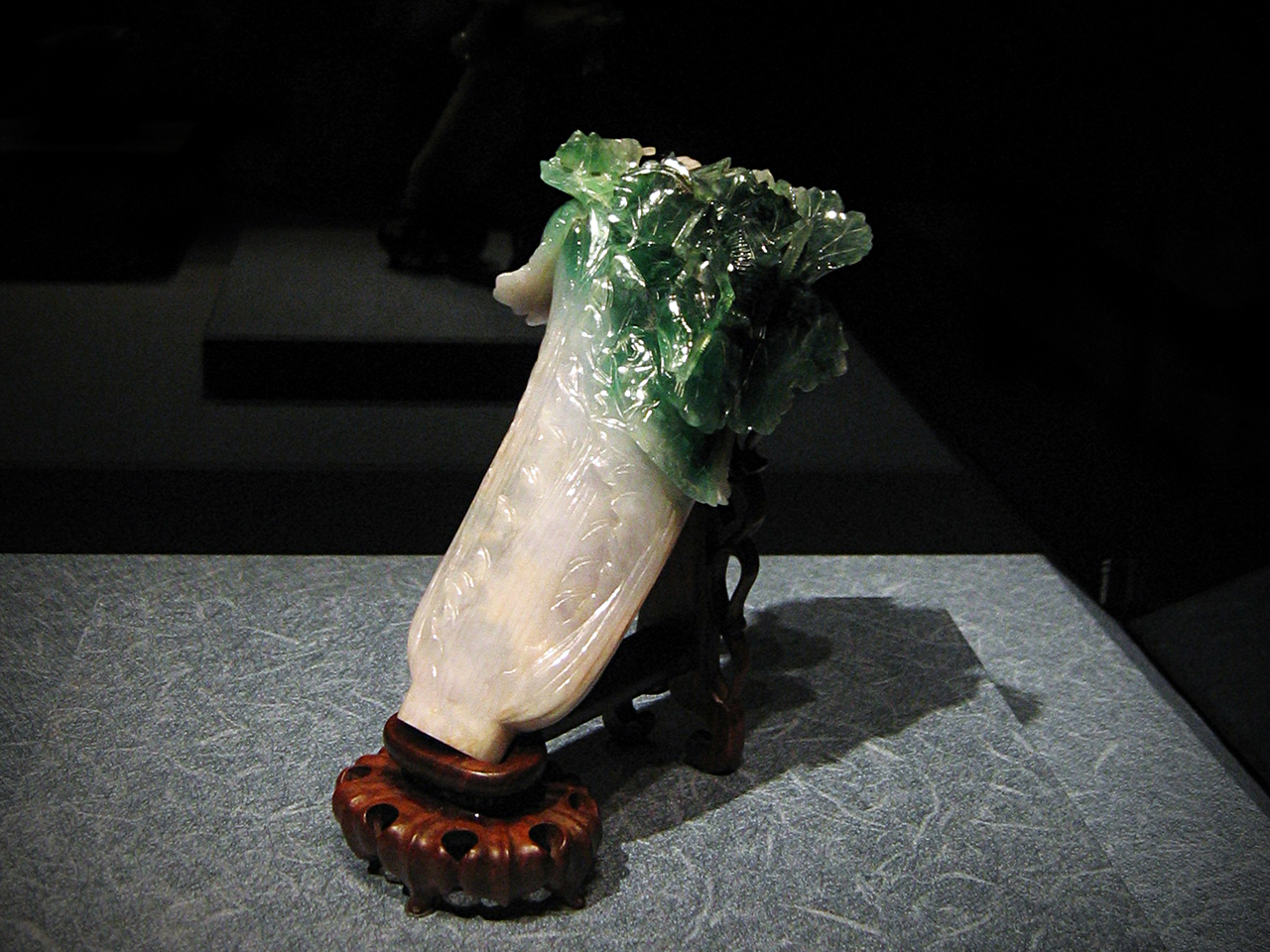
O Repolho de Jade, antigamente na Cidade Proibida e agora no Museu Palácio Nacional, Taipei.

O Jade tem um lugar único na Cultura da China. A colecção do museu, a maior parte derivada da colecção imperial, inclui cerca de 30 mil peças. A parte da colecção referente ao período pré-Dinastia Yuan inclui várias peças famosas de toda a história, assim como artefactos vindos de descobertas arqueológicas recentes. As primeiras peças datam do período neolítico. As peças das Dinastias Ming e Qing, por outro lado, incluem elementos de uso no palácio assim como tributos vindos de todo o Império e de mais além.
Artefactos do palácio
Além das obras de arte, uma grande proporção da colecção do museu consiste em artefactos da Corte Imperial. Esta inclui elementos usados pela Família Imperial e pelo palácio na sua vida quotidiana, assim como vários elementos cerimoniais e burocráticos importantes para a administração governamental. Esta colecção compreensiva preserva a vida diária e os protocolos cerimoniais da era imperial.

## Influência
Arquitectura
A Cidade proibida, o culminar do desenvolvimento de duzentos anos de arquitectura clássica Chinesa e do Este Asiático, tem tido influência no desenvolvimento subsequente da arquitectura chinesa, assim como tem servido de fonte de inspiração para várias construções modernas. Alguns exemplos específicos da sua influência são:

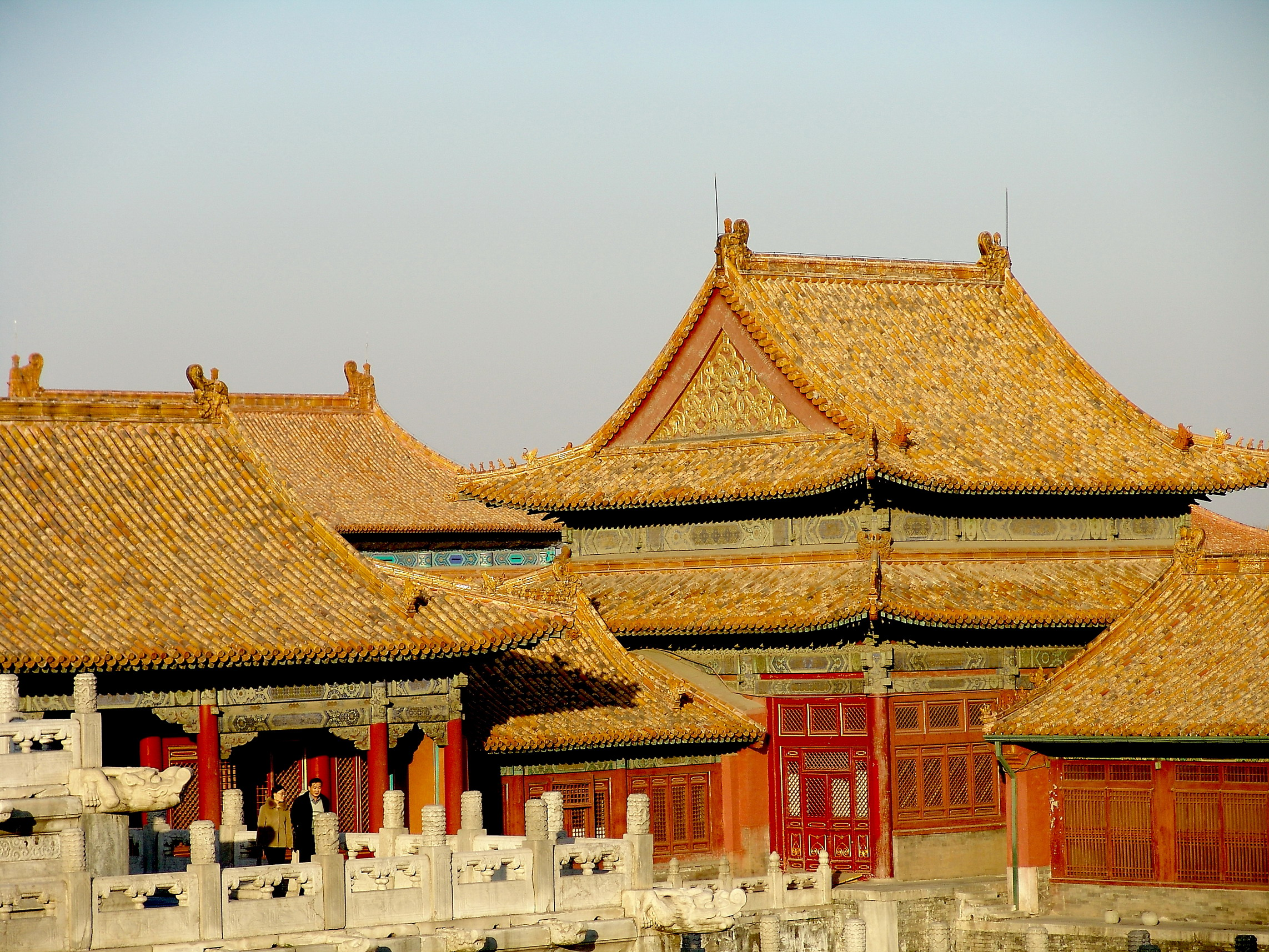
Telhados da Cidade Proibida.

- O Imperador Gia Long do Vietnam construiu, na década de 1800, um palácio e fortaleza que tinha a aspiração de ser uma cópia menor da Cidade Proibida chinesa. As suas ruínas encontram-se em Huế. Em português o palácio tem o nome de "Cidade Imperial". O nome do complexo palaciano interior em vietnamita é uma tradução literal de "Cidade Proibida Púrpura", termo usado em chinês para designar a Cidade Proibida em Pequim.
- O Teatro da 5ª Avenida, em Seattle foi desenhado para incorporar elementos da arquitectura clássica e decoração interior chinesas. O tecto do auditório apresenta um dragão e candeeiro reminiscentes do caixotão com o dragão e do espelho presentes na Cidade Proibida.[83]

Representação na arte, cinema e literatura
A Cidade Proibida tem servido de cenário para vários trabalhos de ficção. Em anos recentes, tem sido apresentado em vários filmes e séries televisivas. Entre os exemplos mais notáveis incluem-se:
- The Last Emperor (1987), um filme biográfico sobre Puyi, foi o primeiro filme alguma vez autorizado pelo governo da República Popular da China a ser filmado na Cidade Proibida.
- A mini-série Marco Polo, uma co-produção NBC e RAI transmitida no início da década de 1980, foi filmada no interior da Cidade Proibida. É de notar, no entanto, que a actual Cidade Proibida não existia durante a Dinastia Yuan, quando Marco Polo encontrou Kublai Khan.
- O Kingdom Hearts 2 usou a Cidade Proibida como lugar de uma batalha climática no interior da "Terra dos Dragões", habitada pela personagem Mulan.[84]

Como local de actuação
A Cidade Proibida também tem servido como local de actuação. No entanto, o seu uso para este propósito é estritamente limitado devido ao pesado impacto dos equipamentos e das actuações nas antigas estruturas. Quase todas as actuações anunciadas como sendo "na Cidade Proibida" realizam-se, na verdade, fora das muralhas do palácio.
- A ópera Turandot de Giacomo Puccini, sobre a história de uma princesa chinesa, foi representada no Santuário Imperial, mesmo à saída da Cidade proibida, pela primeira vez em 1998.[85]
- Em 2004, o músico francês Jean Michel Jarre actuou num concerto ao vivo em frente da Cidade Proibida, acompanhado por 260 músicos, como parte das festividades do "Ano da França na China".[86]

- Em 2006, a banda rock 30 Seconds to Mars gravou o videoclipe para a sua canção "From Yesterday" na Cidade Proibida e no "palácio do Imperador Qin". Este foi anunciado como o primeiro vídeo rock americano alguma vez gravado na sua totalidade na República Popular da China.[87]

## Galeria de imagens

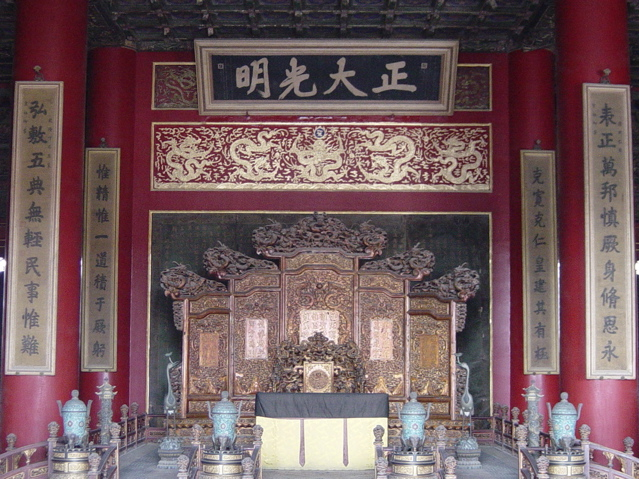
O Trono Imperial do "Palácio da Pureza Celeste".
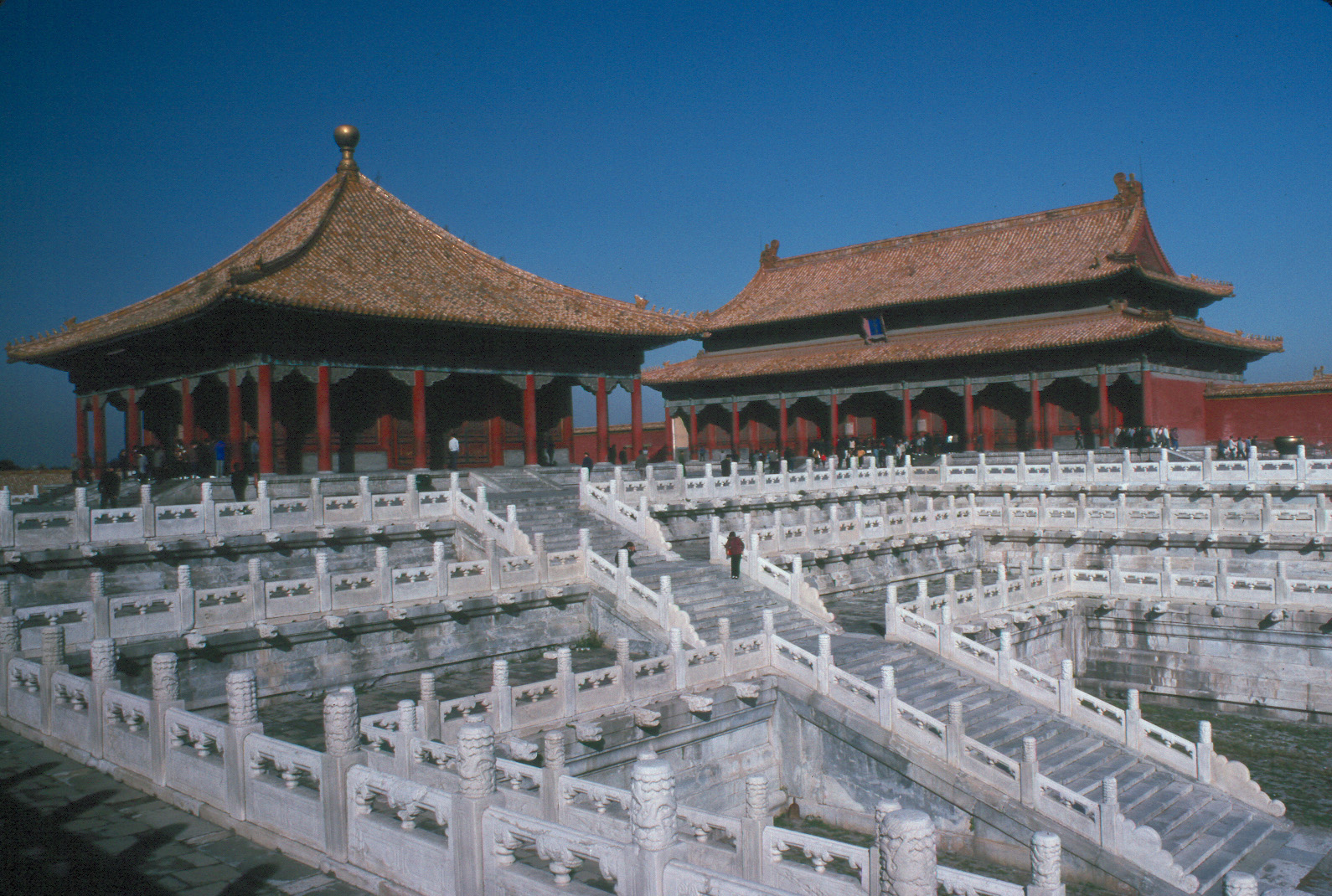
Escadaria da Cidade Proibida.
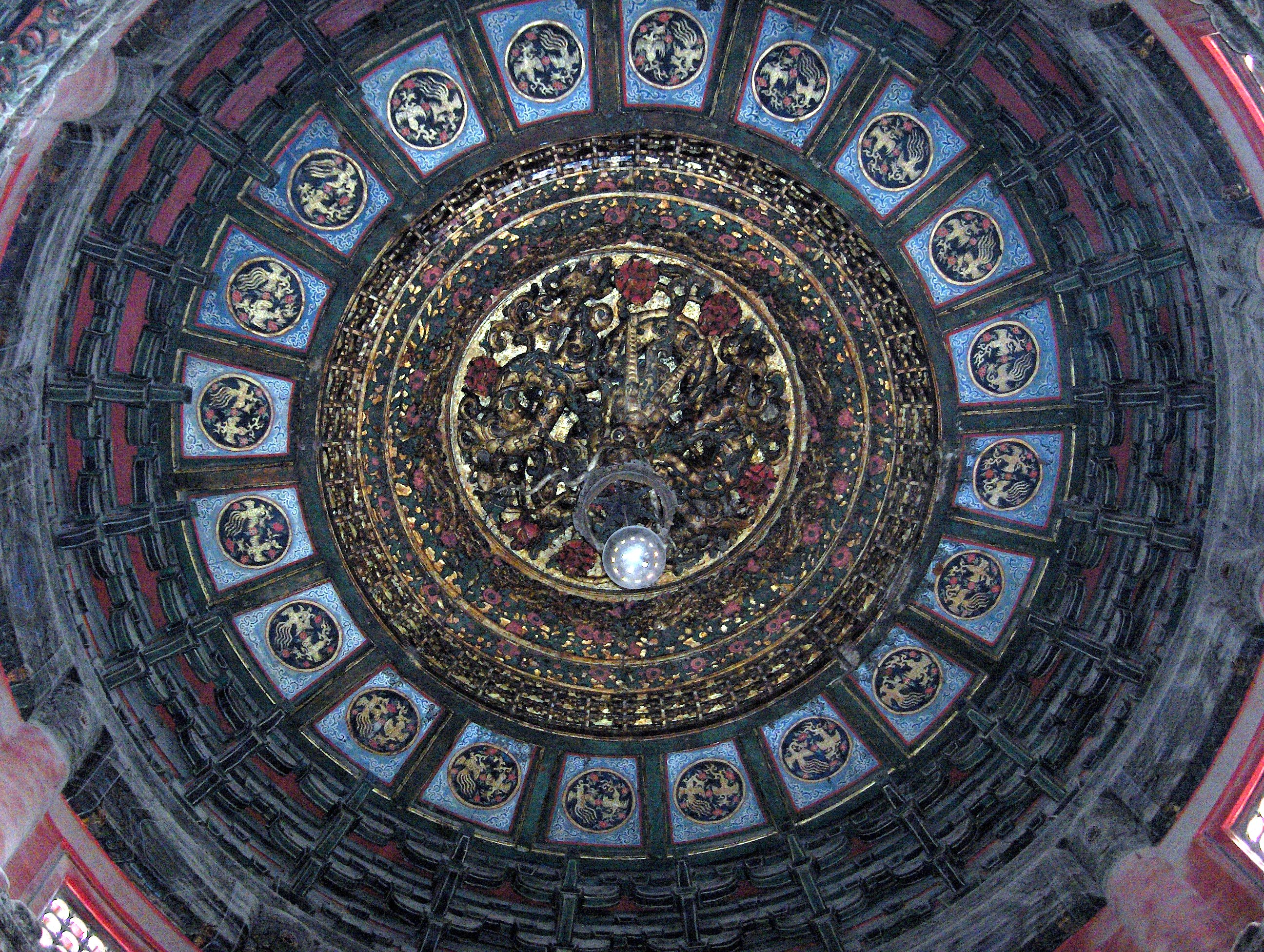
Tecto de um dos edifícios do Jardim Imperial da Cidade Proibida.
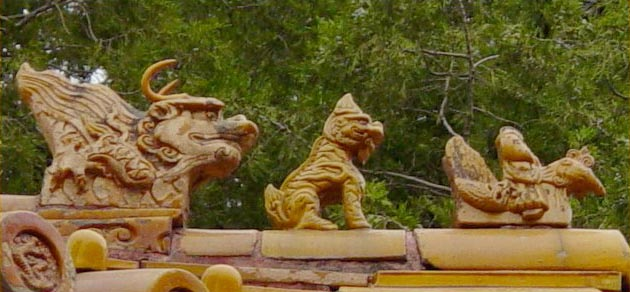
Pormenor da decoração de um telhado.
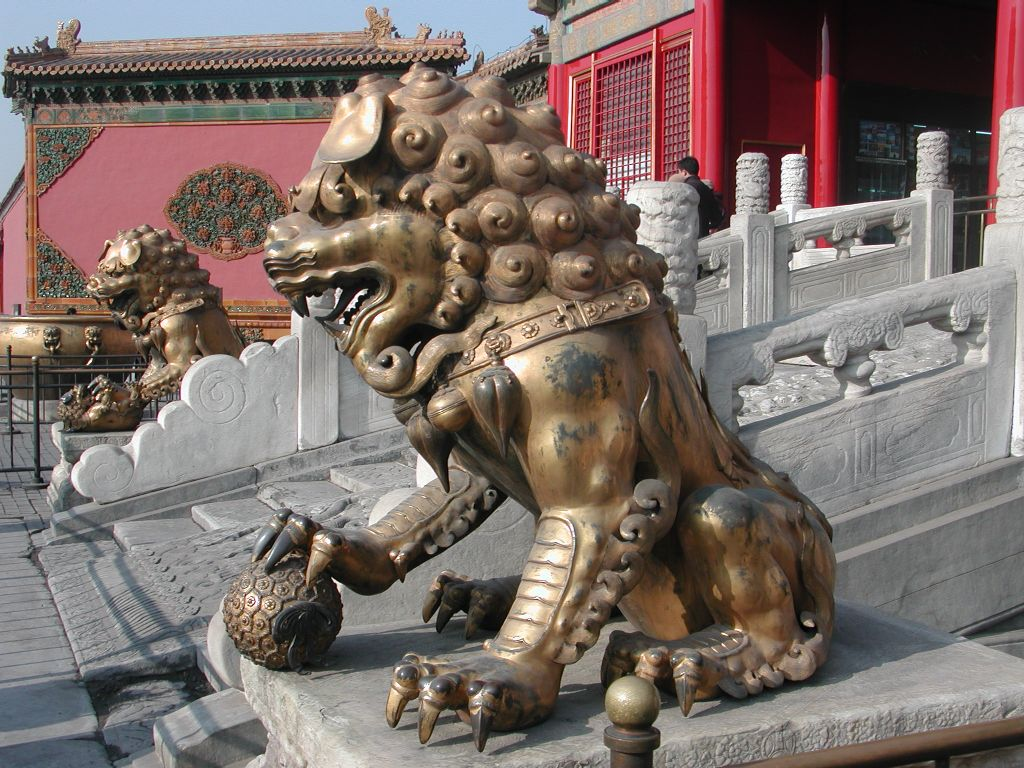
Leões de Guarda da Cidade Imperial.
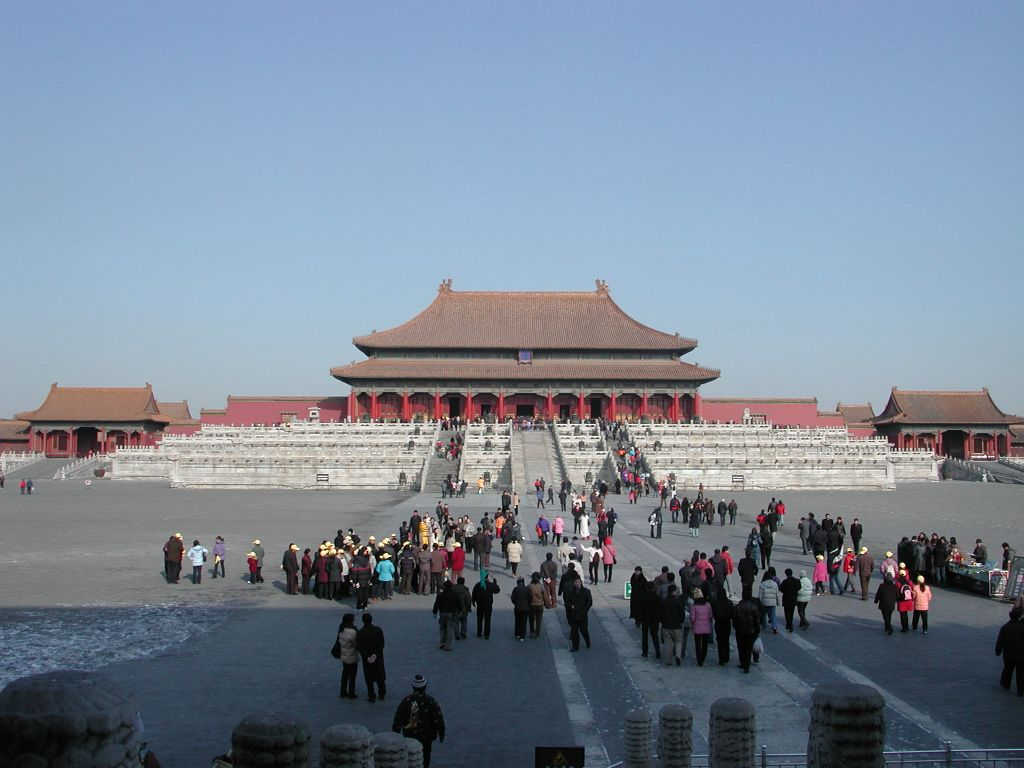
A Galeria da Suprema Harmonia.
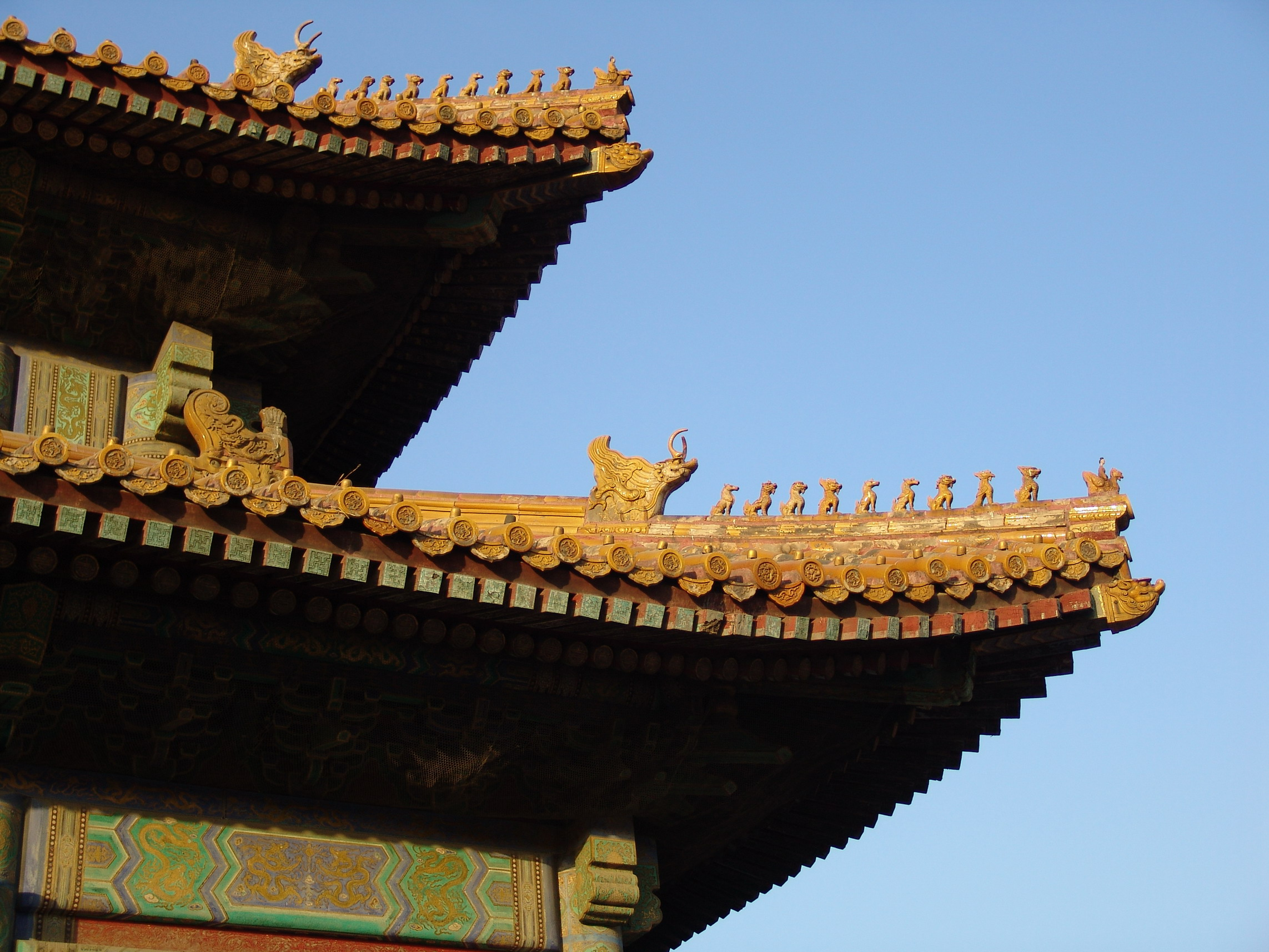
Pormenor da decoração de um telhado.
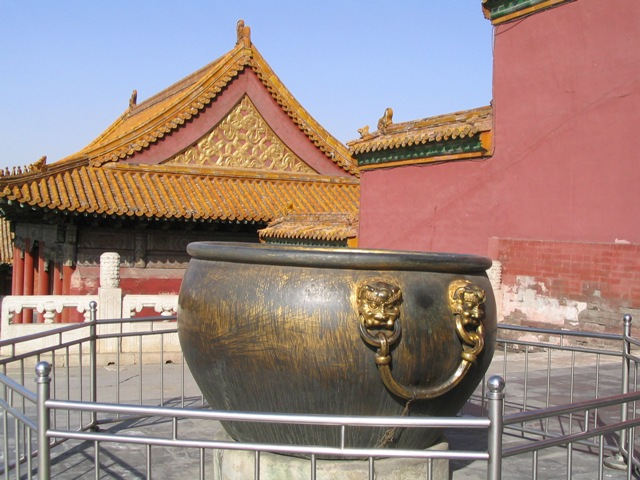
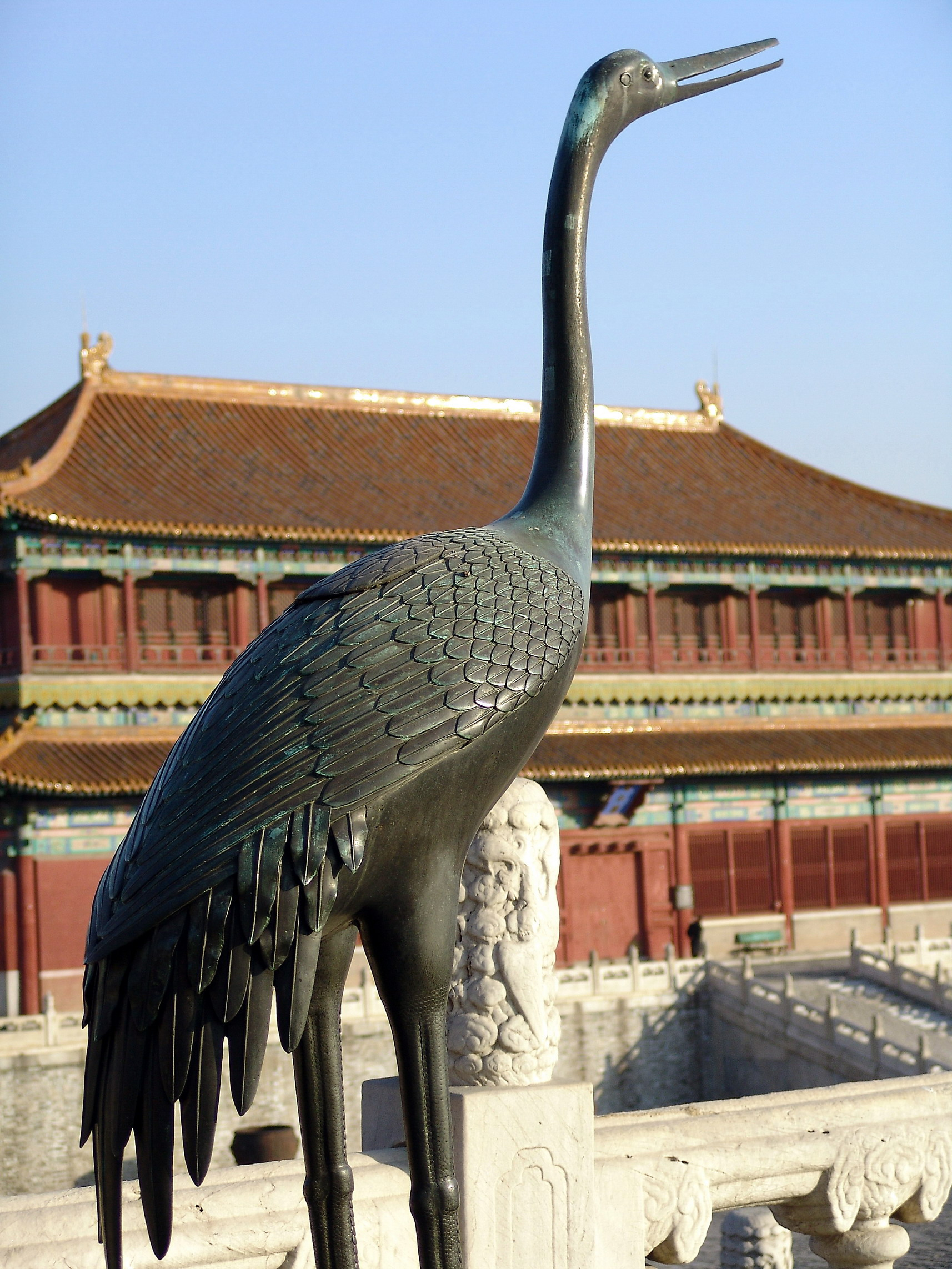
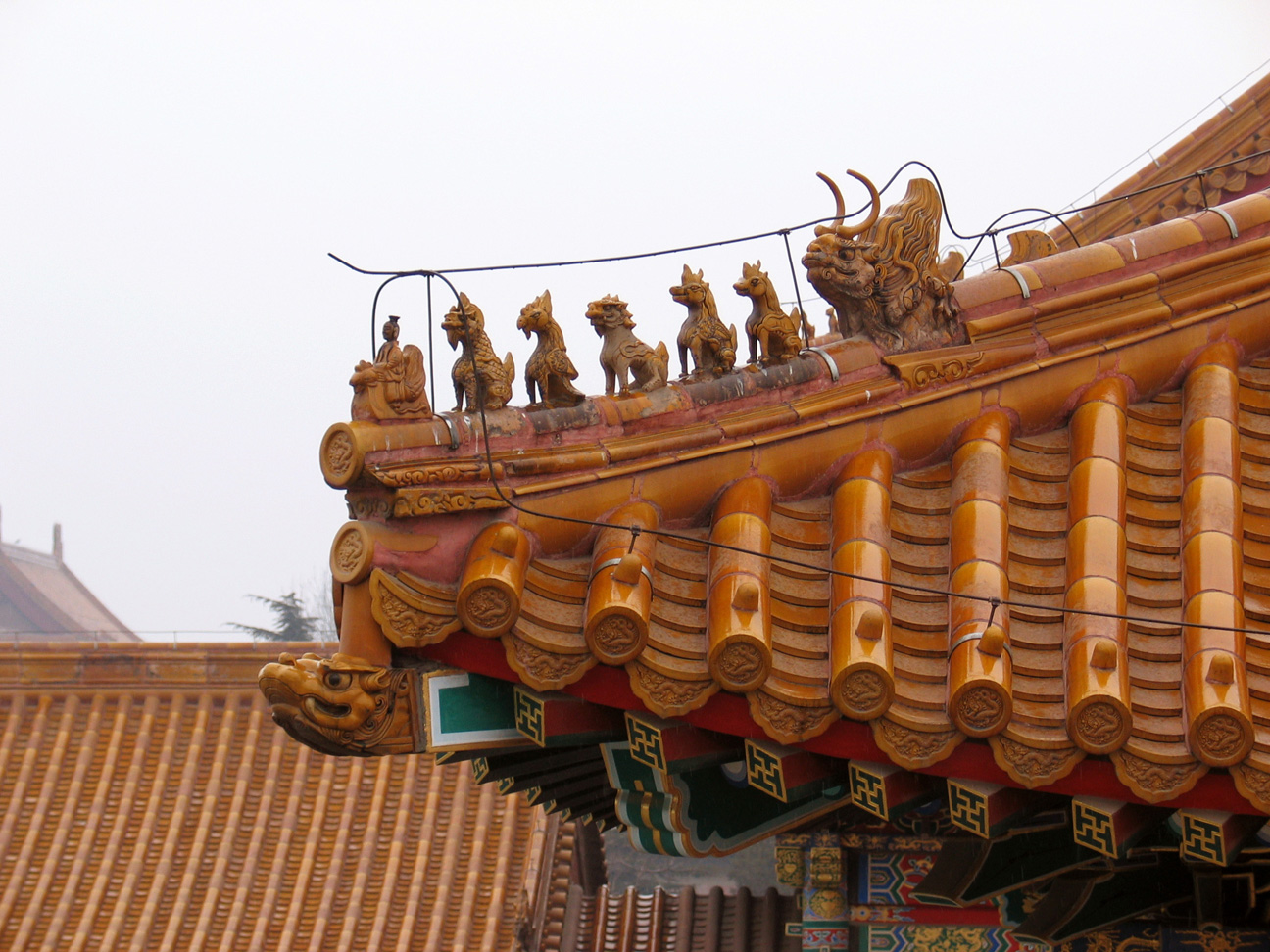
Pormenor da decoração de um telhado.
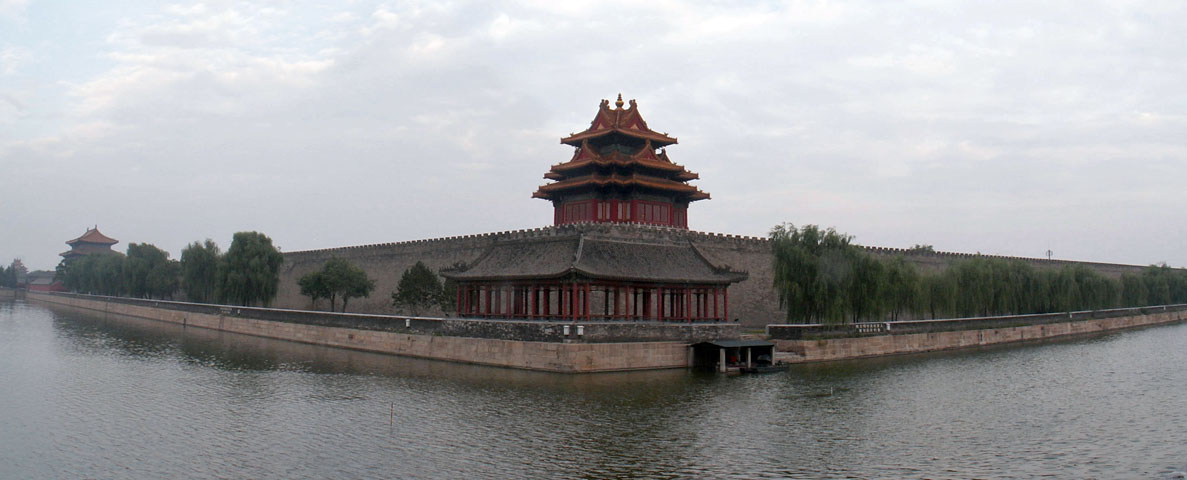
A torre de canto Noroeste.
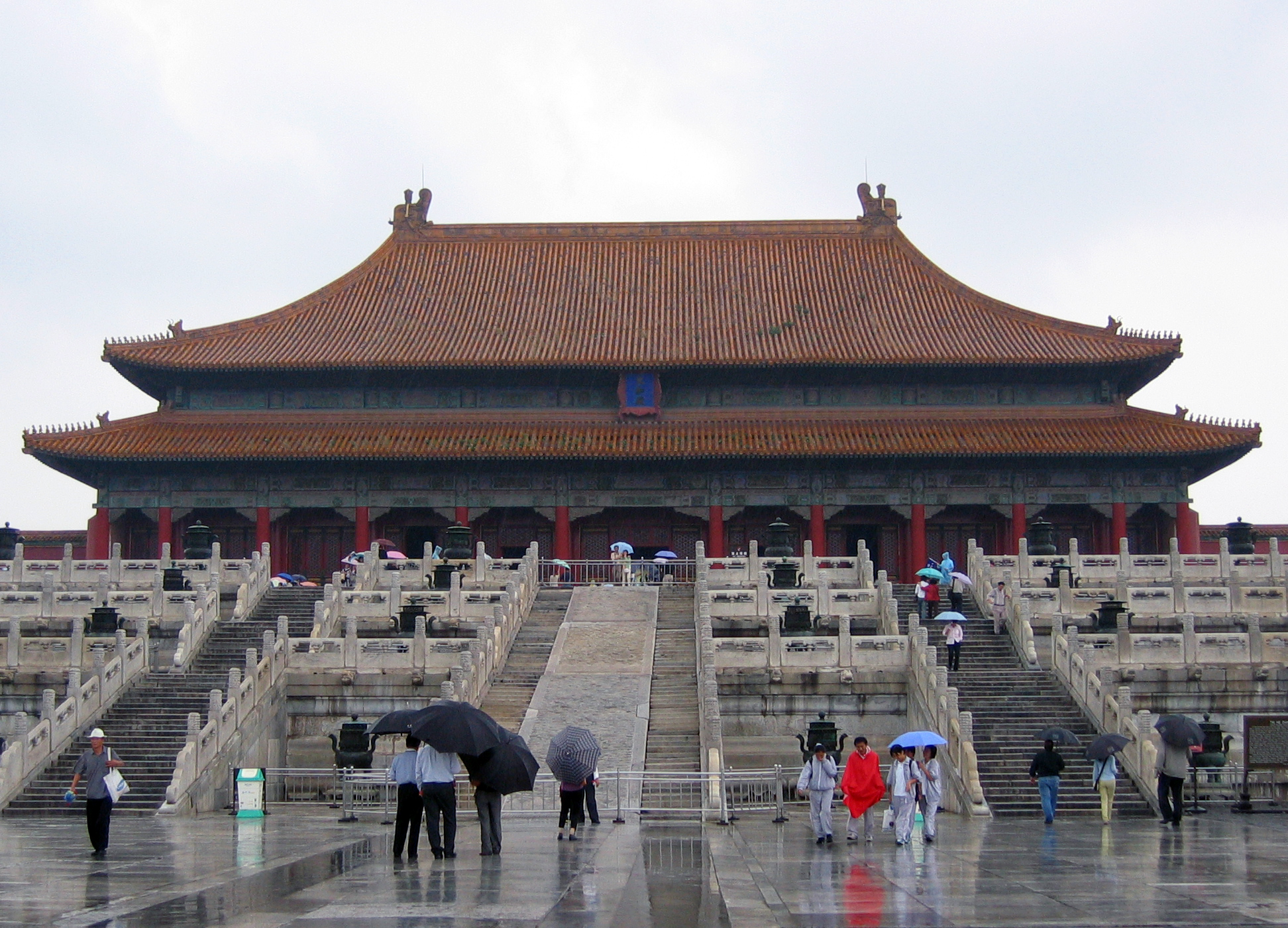